# Christianisme arménien à Chypre
 (septembre 2022).
La mise en forme du texte ne suit pas les recommandations de Wikipédia : il faut le « wikifier ».
Les points d'amélioration suivants sont les cas les plus fréquents. Le détail des points à revoir est peut-être précisé sur la page de discussion.
- Les titres sont pré-formatés par le logiciel. Ils ne sont ni en capitales, ni en gras.
- Le texte ne doit pas être écrit en capitales (les noms de famille non plus), ni en gras, ni en italique, ni en « petit »…
- Le gras n'est utilisé que pour surligner le titre de l'article dans l'introduction, une seule fois.
- L'italique est rarement utilisé : mots en langue étrangère, titres d'œuvres, noms de bateaux, etc.
- Les citations ne sont pas en italique mais en corps de texte normal. Elles sont entourées par des guillemets français : « et ».
- Les listes à puces sont à éviter, des paragraphes rédigés étant largement préférés. Les tableaux sont à réserver à la présentation de données structurées (résultats, etc.).
- Les appels de note de bas de page (petits chiffres en exposant, introduits par l'outil «  Source ») sont à placer entre la fin de phrase et le point final[comme ça].
- Les liens internes (vers d'autres articles de Wikipédia) sont à choisir avec parcimonie. Créez des liens vers des articles approfondissant le sujet. Les termes génériques sans rapport avec le sujet sont à éviter, ainsi que les répétitions de liens vers un même terme.
- Les liens externes sont à placer uniquement dans une section « Liens externes », à la fin de l'article. Ces liens sont à choisir avec parcimonie suivant les règles définies. Si un lien sert de source à l'article, son insertion dans le texte est à faire par les notes de bas de page.
- La présentation des références doit suivre les conventions bibliographiques. Il est recommandé d'utiliser les modèles {{Ouvrage}}, {{Chapitre}}, {{Article}}, {{Lien web}} et/ou {{Bibliographie}}. Le mode d'édition visuel peut mettre en forme automatiquement les références.
- Insérer une infobox (cadre d'informations à droite) n'est pas obligatoire pour parachever la mise en page.

Pour une aide détaillée, merci de consulter Aide:Wikification.
Si vous pensez que ces points ont été résolus, vous pouvez retirer ce bandeau et améliorer la mise en forme d'un autre article.
 (septembre 2022).
Si vous disposez d'ouvrages ou d'articles de référence ou si vous connaissez des sites web de qualité traitant du thème abordé ici, merci de compléter l'article en donnant les références utiles à sa vérifiabilité et en les liant à la section « Notes et références ».
 (septembre 2022).
- Si vous ne connaissez pas le sujet, laissez ce bandeau (vous pouvez alors contacter les auteurs).
- Si vous supprimez le contenu mis en cause (vous pouvez préalablement contacter les auteurs),

argumentez précisément cette suppression dans la page de discussion
(un manque de référence n'est pas un argument ; une recherche réelle de référence doit avoir été effectuée, être formellement documentée).
Comme la plupart des communautés de la diaspora arménienne, la communauté arméno-chypriote est majoritairement arménienne apostolique (environ 95%). Environ 5 % appartiennent soit à l'Église évangélique arménienne, à l'Église catholique arménienne, à l'Église latine, à l'Église orthodoxe grecque, à l'Église anglicane, à l'Église des Frères de Plymouth, à l'Église adventiste du septième jour ou sont Témoins de Jéhovah ; de ces 5%, historiquement les groupes les plus importants ont été les évangéliques arméniens, qui dans les années 1940 et 1950 représentaient environ 10% de la communauté arméno-chypriote, et les arméniens catholiques, qui sont sur l'île depuis l'époque des croisades. Les arméniens ont une histoire avec Chypre qui remonte à la période des Croisades, et, bien que persécutés dans la partie occupée de l'île, ils jouissent au Sud d'une existence pacifique. La communauté arménienne de Chypre a soutenu assez massivement le combat pour l'indépendance de l'EOKA, et est donc considérée comme une amie des chypriotes grecques par beaucoup de citoyens. La communauté arménienne de Chypre a des députés qui lui sont attribués au Parlement de Chypre.

## Église apostolique arménienne

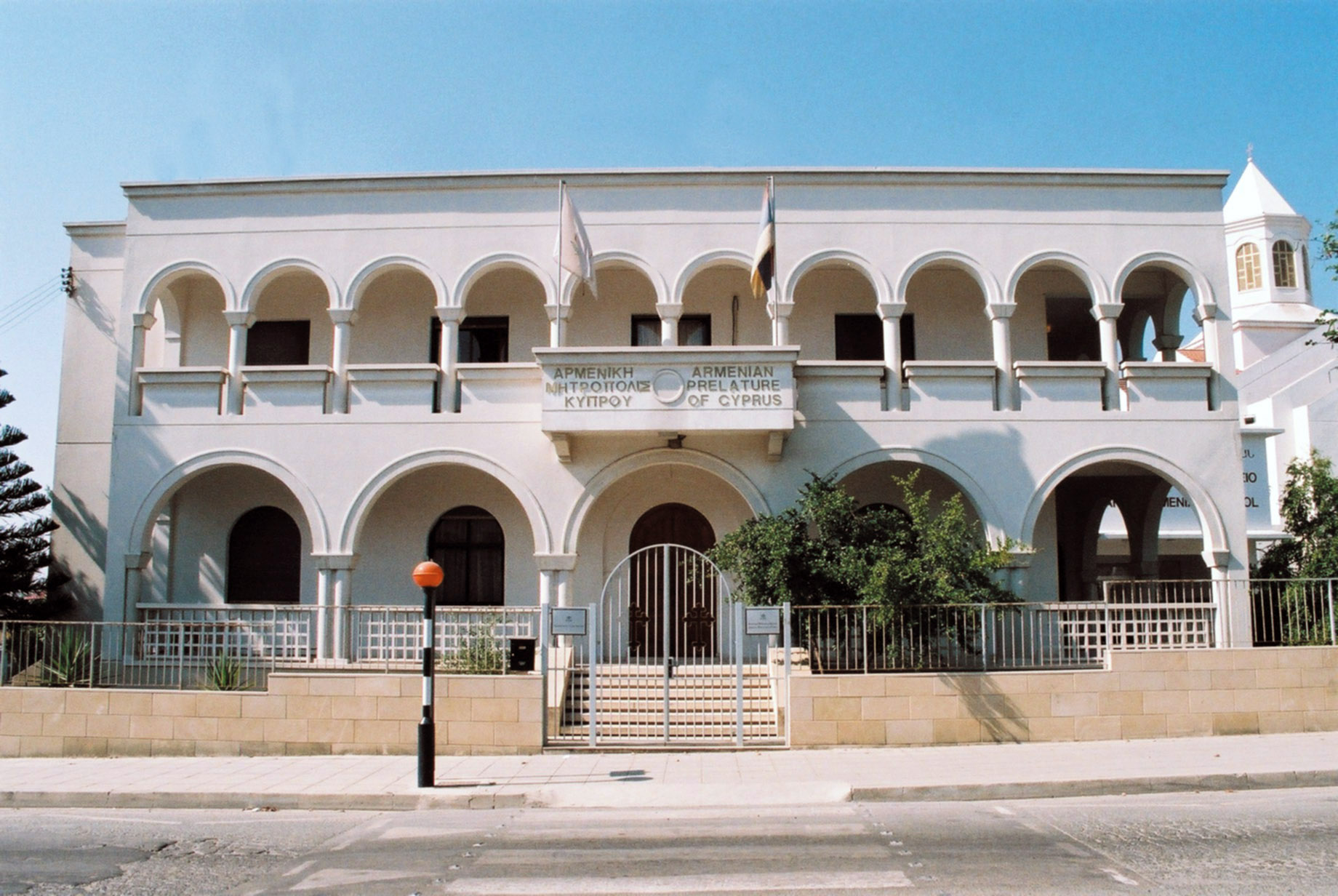
Le bâtiment de la prélature arménienne de Chypre à Strovolos, Nicosie

La prélature arménienne de Chypre a été établie en 973 par le catholicos Khatchig I pour accompagner les commerçants arméniens sur place et depuis elle a maintenu une présence continue sur l'île. Dans les années qui suivirent, certains de ses prélats participèrent à d'importants synodes ecclésiastiques, comme Tateos (qui participa au concile de Hromkla en 1179), Nigoghaos (qui participa au synode de Sis en 1307) et Krikor (qui participa à une conférence des évêques grecs orthodoxes à Chypre en 1340). L'ancienneté de l'Église arménienne à Chypre a été confirmée par une bulle du pape Léon X, émise en 1519 après de multiples discordes, selon laquelle le prélat arménien serait supérieur et aurait préséance sur les prélats maronite, jacobite et copte. Cela dit, l'organisation de l'Église arménienne de Chypre fut généralement autonome, faute de contacts prolongés avec les sièges sur le continent.
Historiquement, la prélature a été sous la juridiction du catholicossat de la Grande Maison de Cilicie, alors qu'aujourd'hui c'est le thème le plus ancien qui relève de sa juridiction. Dans le passé, pour diverses raisons, il était parfois sous le patriarcat arménien de Jérusalem (1775-1799, 1812-1837, 1848-1861, 1865-1877, 1888-1897, 1898-1908), le patriarcat arménien de Constantinople (1799-1812, 1861-1864, 1877-1888, 1897-1898, 1908-1921), voire le catholicosat d'Etchmiadzine (1864-1865). Chypre était le lieu de refuge de deux patriarches exilés de Constantinople, l'archevêque Tavit Areveltsi (1644-1648) et l'archimandrite senior Krikor Basmadjian (1773-1775). Le prélat actuel, vicaire général catholique, est depuis 2014 l'archevêque Narek Alemezian.
Pendant des siècles, le bâtiment de la prélature était situé dans l'enceinte arménienne de la rue Victoria à Nicosie fortifiée ; lorsque cette zone a été prise en charge par les Chypriotes turcs en 1963-1964, la prélature a été temporairement hébergée dans la rue Aram Ouzounian (1964-1968) et, plus tard, dans la rue Kyriakos Matsis à Ayios Dhometios (1968-1984). Grâce aux efforts de l'évêque Zareh Aznavorian et avec l'aide financière de l'Église protestante de Westphalie, le nouveau bâtiment de la prélature a été érigé en 1983, à côté de l'église de la Vierge Marie et de l'école Narek à Nicosie, par les architectes Athos Dikaios et Alkis Dikaios ; il a été officiellement inauguré le 4 mars 1984, lors de la visite pastorale du catholicos Garéguine Ier. À l'initiative de Varoudjan Hergelian, en 1998, le sous-sol du bâtiment a été rénové et la salle "Vahram Utidjian" a été créée ; auparavant un magasin, c'est devenu une réalité grâce au produit de la vente aux enchères en 1994 de la collection d'art que Vahram Utidjian avait donnée à la Prélature en 1954. Elle fut inaugurée le 3 février 1999 par le catholicos Aram I ; de nombreuses manifestations caritatives, communautaires et culturelles s'y déroulent. Le consistoire de la prélature abrite une collection de reliques ecclésiastiques, dont certaines se trouvaient auparavant dans l'ancienne église de la Vierge Marie ou le Magaravank.

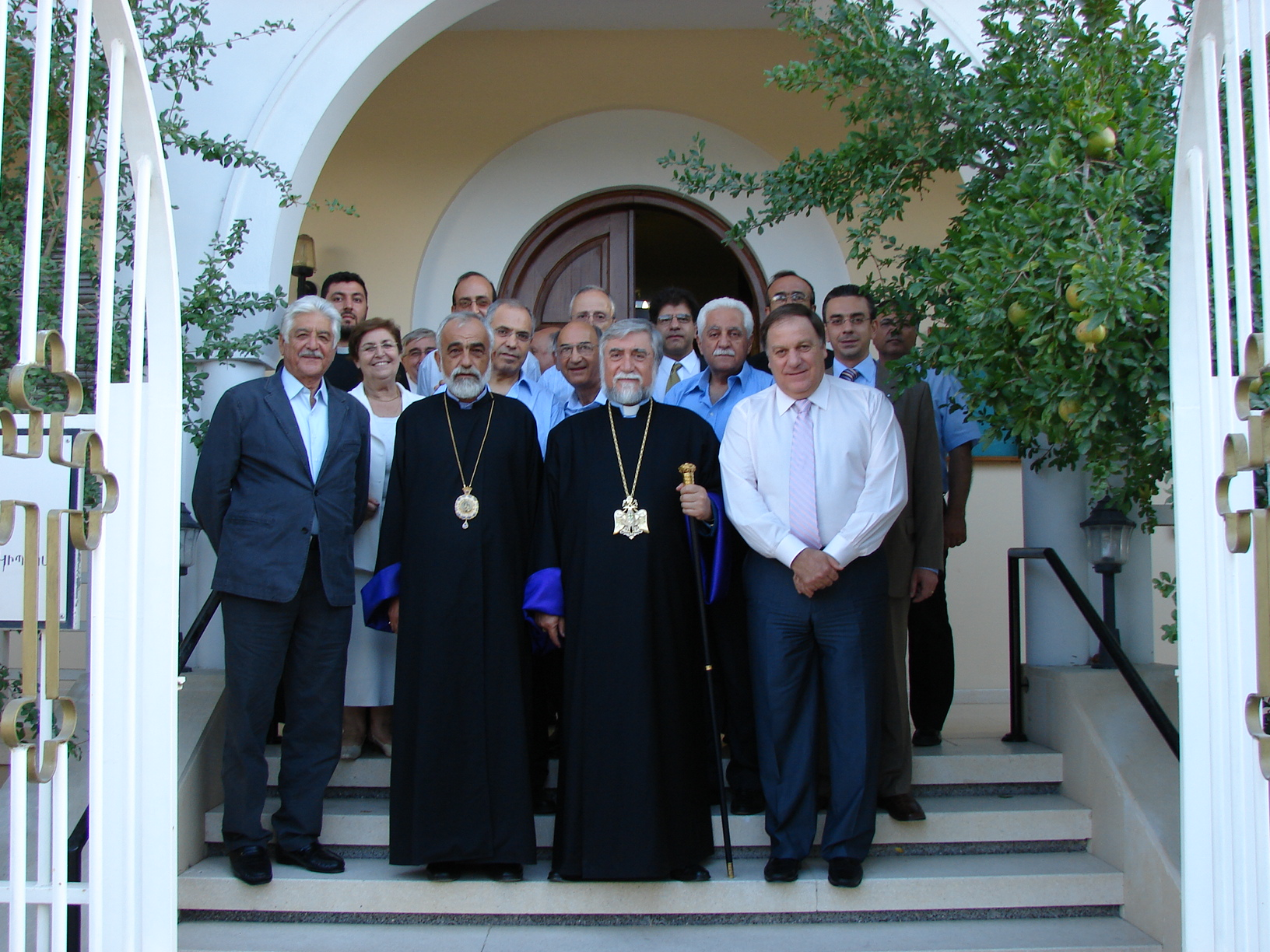
L'ethnarchie arménienne de Chypre avec le catholicos Aram I (2008)

La Charte actuelle de la Prélature, rédigée pour la première fois en 1945 et ratifiée en 1950, comprend 102 articles et, dans sa forme actuelle, s'applique depuis le 3 septembre 2010. L'administration est exercée par l'ethnarchie arménienne par l'intermédiaire du Conseil diocésain (Temagan Joghov), composé du prélat, de deux prêtres et de douze laïcs élus - 7 pour Nicosie, 3 pour Larnasol et 1 pour Limassol, pour Famagouste] et le Conseil d'administration (Varchagan Joghov), présidé par le prélat et composé de sept laïcs nommés par le Temagan], actuellement présidé par Sebouh Tavitian (à partir de 2007) et John Guevherian (à partir de 2011), respectivement. Depuis 1998, le représentant élu est membre de droit du conseil diocésain. Il y a aussi les comités paroissiaux locaux (թաղական հոգաբարձութիւններ հոգաբարձութիւններ հոգաբարձութիւններ հոգաբարձութիւններ, un à Nicosie, un à Larnaca et un à Limassol), le Comité de l'enseignement chrétien (քրիտոնէական դատիարակութեան յանձնախումբ) et le comité des dames (տիկնանց յանձնախումբ). Sous le comité de l'instruction chrétienne se trouvent les écoles du dimanche (վարժարաններ) et le comité des jeunes (երիտասարդական յանձնախումբ).
Suivant la décision du Conseil des ministres 66.589/19–12–2007, la prélature arménienne de Chypre reçoit une subvention annuelle de 59 800 € de la république de Chypre ; la République paie également les salaires du clergé de la prélature et prend en charge leurs soins médicaux et de santé plus générale (décision du Conseil des ministres 48.166/22–07–1998). Les mêmes dispositions s'appliquent pour l'archevêché maronite de Chypre et le vicariat latin de Chypre (ce dernier reçoit cependant une subvention annuelle de 51 260 €).

### Liste des prélats
Voir ci-dessous la liste des prélats de la prélature arménienne de Chypre (en anglais), selon les informations disponibles. Malheureusement, il y a quelques lacunes :
| Year         | Prelate                 | Year      | Prelate                                | Year      | Prelate                           | Year      | Prelate                                  | Year      | Prelate                                  |
| ------------ | ----------------------- | --------- | -------------------------------------- | --------- | --------------------------------- | --------- | ---------------------------------------- | --------- | ---------------------------------------- |
| ... 1179 ... | Bishop Tateos           | 1679      | Archimandrite Vartan                   | 1822      | Archimandrite Kapriel             | 1874–1876 | Archimandrite Mesrob Ghaltakhdjian       | 1936–1940 | Archimandrite Barouyr Minassian          |
| ... 1307 ... | Bishop Nigoghaos        | 1704–1705 | Archimandrite Minas                    | 1827–1833 | Archimandrite Haroutiun           | 1876–1877 | Archimandrite Garabed Pakradouni         | 1940–1946 | archpriest Khoren Kouligian              |
| ... 1340 ... | Bishop Krikor           | 1715      | Archimandrite Tavit                    | 1837–...  | Bishop Hovhannes                  | 1878–1880 | archpriest Hovhannes Hunkiarbeyendian    | 1946–1957 | Bishop Ghevont Chebeyan                  |
| 1421–1425    | Bishop Levon            | 1715–1735 | Archimandrite Haroutiun                | 1842–1843 | Patriarch Zakaria Gopetsi         | 1880–1881 | Archimandrite Zakaria Yeghissian         | 1957–1958 | archpriest Khoren Kouligian              |
| 1446–1467    | Bishop Sarkis           | 1718      | Archimandrite Tateos                   | 1844      | Archimandrite Tateos              | 1881–1883 | Archimandrite Movses Geomrukdjian        | 1958–1967 | Senior Archimandrite Yervant Apelian     |
| 1504–1515    | Bishop Tavit            | 1736      | Archimandrite Mardiros                 | 1846–1848 | Archbishop Hovhannes              | 1884      | priest Hovhannes Papazian                | 1967–1968 | priest Vazken Sandrouni                  |
| 1553–1567    | Bishop Ghougas          | 1744–1745 | Bishop Tavit                           | 1848      | Bishop Hovhannes Yetessian        | 1885–1889 | priest Hovhannes Shahinian               | 1968–1973 | Senior Archimandrite Arsen Avedikian     |
| 1567         | Bishop Hovhannes        | 1751–1753 | Archimandrite Hovsep                   | 1851      | Archimandrite Kevork              | 1889–1896 | Archimandrite Khoren Portoukalian        | 1974–1977 | Bishop Nerses Pakhdigian                 |
| 1568         | Bishop Hovhannes        | 1773–1775 | Senior Archimandrite Krikor Basmadjian | 1854      | Bishop Hovhannes Mamigonian       | 1896–1897 | priest Ghevont Der Nahabedian            | 1977–1983 | Bishop Zareh Aznavorian                  |
| 1581         | hieromonk Sdepanos      | 1779      | Bishop Mardiros                        | 1856      | Bishop Apraham Bulbul             | 1897–1899 | priest Hovhannes Shahinian               | 1983–1997 | Senior Archimandrite Yeghishe Mandjikian |
| 1618         | monk Vartan             | 1783–1789 | Bishop Hagop                           | 1857–1859 | Archimandrite Boghos              | 1899–1905 | Archimandrite Bedros Saradjian           | 1997–2014 | Archbishop Varoujan Hergelian            |
| 1642         | Archimandrite Mesrob    | 1799–1812 | Archbishop Hovhannes                   | 1859–1861 | Archimandrite Atanas              | 1906–1909 | Archimandrite Yeremia Liforian           | 2014-...  | Archbishop Nareg Alemezian               |
| 1644-1647    | Archbishop Tavit        | 1812      | Archimandrite Bedros                   | ...–1865  | Archimandrite Tateos Yeretsian    | 1910–1912 | priest Ghevont Der Nahabedian            |           |                                          |
| 1665         | Abbot Sahag             | 1814      | Archimandrite Sdepanos                 | 1865–1867 | Archimandrite Ghougas Khanigian   | 1912–1917 | priest Sahag Minassian                   |           |                                          |
| 1668         | Archimandrite Hovhannes | 1816      | Archimandrite Teotoros                 | 1870–1872 | Archimandrite Vartan Mamigonian   | 1918–1919 | Senior Archimandrite Yervant Perdahdjian |           |                                          |
| 1670         | Bishop Melidon          | 1817–1819 | Bishop Tionesios Garabedian            | 1872–1873 | Archimandrite Movses Geomrukdjian | 1920      | Archbishop Taniel Hagopian               |           |                                          |
| 1675–1695    | Archimandrite Sarkis    | 1821      | Archimandrite Sdepanos                 | 1873–1874 | Archimandrite Maghakia Derounian  | 1921–1936 | Archbishop Bedros Saradjian              |           |                                          |

## Église évangélique arménienne
Les premiers évangéliques arméniens à Chypre sont venus dans les bagages des Britanniques en juillet 1878. Comme ils n'étaient pas engagés, et très peu nombreux, ils se sont rapidement associés à l'Église- Mère (Église apostolique arménienne), comme Apisoghom Utidjian, le traducteur officiel des documents de l'État - et le fils de Stepan Utidjian, l'un des fondateurs originaux de l'Église évangélique arménienne qui avait été président du conseil paroissial de Nicosie pendant 30 ans. Avec l'afflux de plus de protestants, les évangéliques arméniens se sont affiliés à l' Église presbytérienne réformée dès 1887. Bien que les principaux centres aient été Nicosie et Larnaca, des rassemblements ont parfois eu lieu à Limassol, Famagouste et Amiandos. À Larnaca, des rassemblements ont eu lieu à l'église réformée de la mission presbytérienne (construite en 1892 et reconstruite en 1901-1902). À Nicosie, des rassemblements ont d'abord eu lieu à l' église réformée de la mission presbytérienne (construite en 1906-1907), jusqu'à ce que les évangéliques arméniens construisent leur propre église en 1946-1947 derrière l'ancien bâtiment de l'Académie américaine, près de la mosquée arabe Ahmed Pacha ; sa première pierre a été posée le 28 juillet 1946 par le pasteur Yohanna der Megerditchian, qui l'a consacrée le 1er juin 1947. Le bâtiment a été rénové en 1955, tandis qu'une cuisine a été ajoutée en 1959.
En 1933, le synode chypriote nouvellement formé de l'Église presbytérienne réformée a divisé ses congrégations en conseils arménien et grec. Les évangéliques arméniens ont obtenu une autonomie provisoire de la mission presbytérienne réformée en 1954, qui a été officialisée en 1962. À Larnaca, alors que les évangéliques arméniens diminuaient en nombre après les troubles intercommunautaires de 1963-1964, les offices n'avaient plus lieu ; à Nicosie, l'église évangélique arménienne a été prise par les Chypriotes turcs lors des troubles intercommunautaires de 1963-1964 et ainsi des services ont ensuite eu lieu à la chapelle de l' Académie américaine (construite en 1955) jusqu'en 1973.
Après près de 30 ans d'inactivité, à l'initiative de Nevart Kassouni-Panayiotides et Lydia Gulesserian et avec l'aide de Hrayr Jebejian, secrétaire exécutif de la Société biblique du Golfe, les évangéliques arméniens ont été réorganisés à l'église évangélique grecque de Larnaka en 2002. Depuis 2005, lorsque Hrayr Jebedjian a déménagé à Chypre, des services ont lieu tous les quelques mois à l'église évangélique grecque de Nicosie. De plus, l'Église évangélique arménienne organise quelques conférences à Nicosie. Voici une liste des prédicateurs arméniens responsables de la communauté évangélique arménienne de Chypre.
| Directeur                          | Terme     | Juridiction | Directeur                    | Terme     | Juridiction       | Directeur                    | Terme     | Juridiction |
| ---------------------------------- | --------- | ----------- | ---------------------------- | --------- | ----------------- | ---------------------------- | --------- | ----------- |
| Révérend Haroutiun Sarkissian      | 1898-1905 | Chypre      | Révérend Hagop Sagherian     | 1946–1954 | Chypre            | prédicateur Aram Sarkissian  | 1964-1966 | Chypre      |
| Révérend Siragan G. Aghbabian      | 1920-1932 | Chypre      | prédicateur Manuel Kassouni  | 1954-1962 | Larnaka           | prédicateur Mihran Jizmejian | 1967-1973 | Chypre      |
| Révérend Haroutiun Manoushagian    | 1922–1927 | Nicosie     | prédicateur Nshan Halvadjian | 1954-1964 | Nicosie           | prédicateur Hrayr Jebejian   | 2005–     | Chypre      |
| Révérend Yohanna Der Megerditchian | 1933-1947 | Chypre      | prédicateur Levon Yergatian  | 1962-1964 | Nicosie, Limassol |                              |           |             |

## Église catholique arménienne

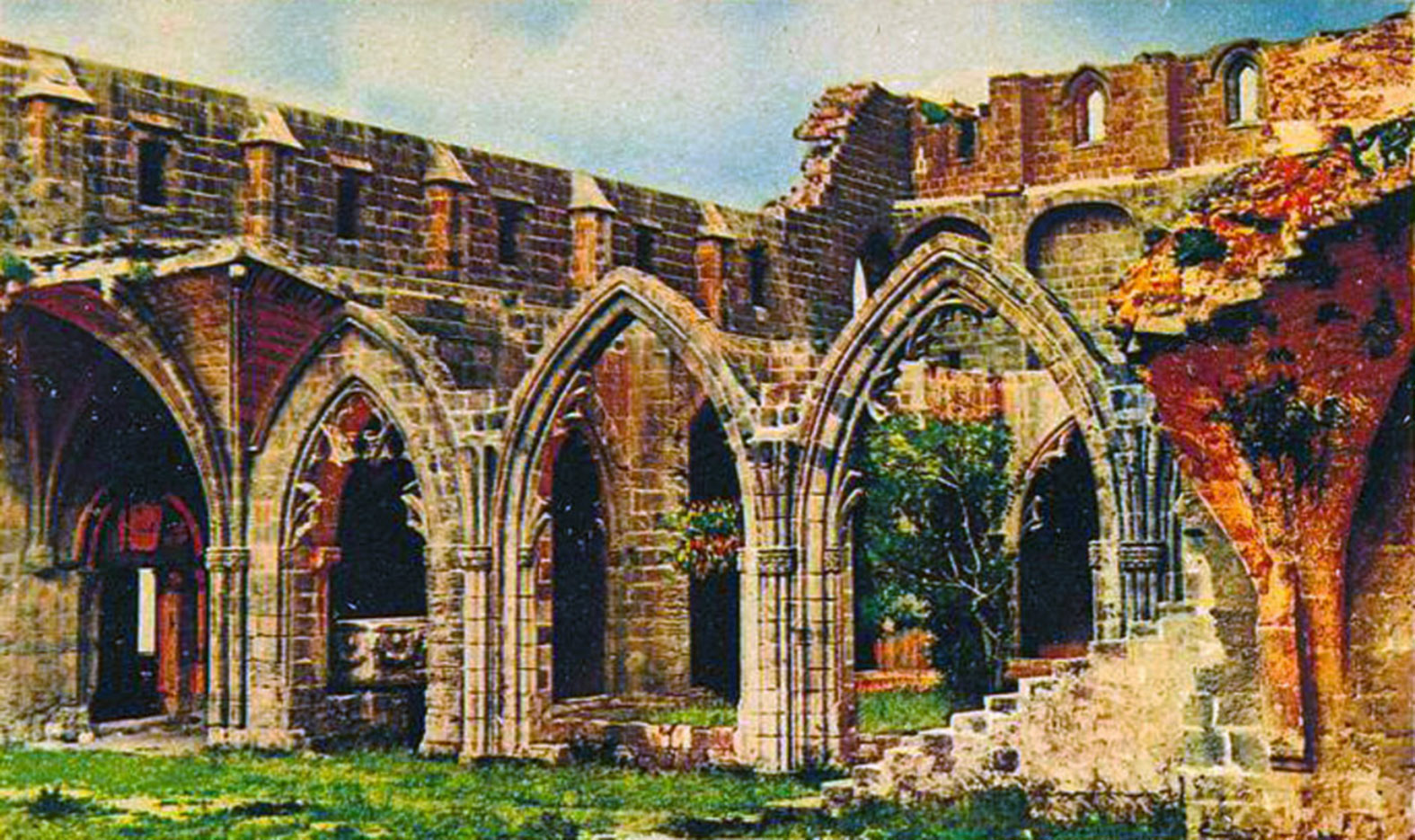
L'abbaye de Bellapais (début XXe siècle)

Les arméniens-catholiques sont arrivés pour la première fois sur l'île à l' époque franque en provenance du royaume arménien voisin de Cilicie. A ce jour, on ne sait pas s'ils avaient leur propre structure à l'époque latine ou s'ils appartenaient à l'Église latine de Chypre, comme c'est le cas depuis l'époque ottomane. Ce que nous savons, c'est que les arméniens-catholiques utilisaient la basilique Saint-Lazare à Larnaca, l'église Sainte-Croix à Nicosie et l'église de sainte Marie la Verte à Famagouste, qui a été construite entre 1311–1317. Des moines et des nonnes arméniens-catholiques ont pu également servir respectivement à l'abbaye de Bellapais et au couvent bénédictin Notre-Dame de Tire à Nicosie. Les seuls noms d'évêques arméniens-catholiques qui ont survécu jusqu'à aujourd'hui sont George Noreghes, nommé par l'archevêque latin de Chypre Elias de Nabineaux vers 1340, et le dominicain Julio ou Julian Stavriano, qui a servi comme évêque des Arméniens (1561-1567) et devint plus tard évêque des Maronites (1567-1570) ; il a commencé comme arménien orthodoxe et plus tard, il a embrassé le catholicisme. Le troupeau de ce dernier comprenait environ 1 000 Arméniens et il utilisait l'église Saint-Serge de Famagouste.
Pendant l'ère ottomane, il y a eu une conversion très limitée des orthodoxes arméniens au catholicisme, principalement en raison des activités de prosélytisme de la mission franciscaine à Nicosie et à Larnaca, en particulier aux XVIIe et XVIIIe siècles ; cependant, il devait s'agir d'apostasies temporaires et leur nombre n'a jamais dépassé 50 à un moment donné, ce qui en fait une tendance marginale. En 1794, la petite communauté catholique arménienne (et peut-être nouvellement formée) de Larnaca reçut des saints calices de la vente aux enchères des biens de l'ancien monastère capucin de la ville et put entreprendre des rénovations.

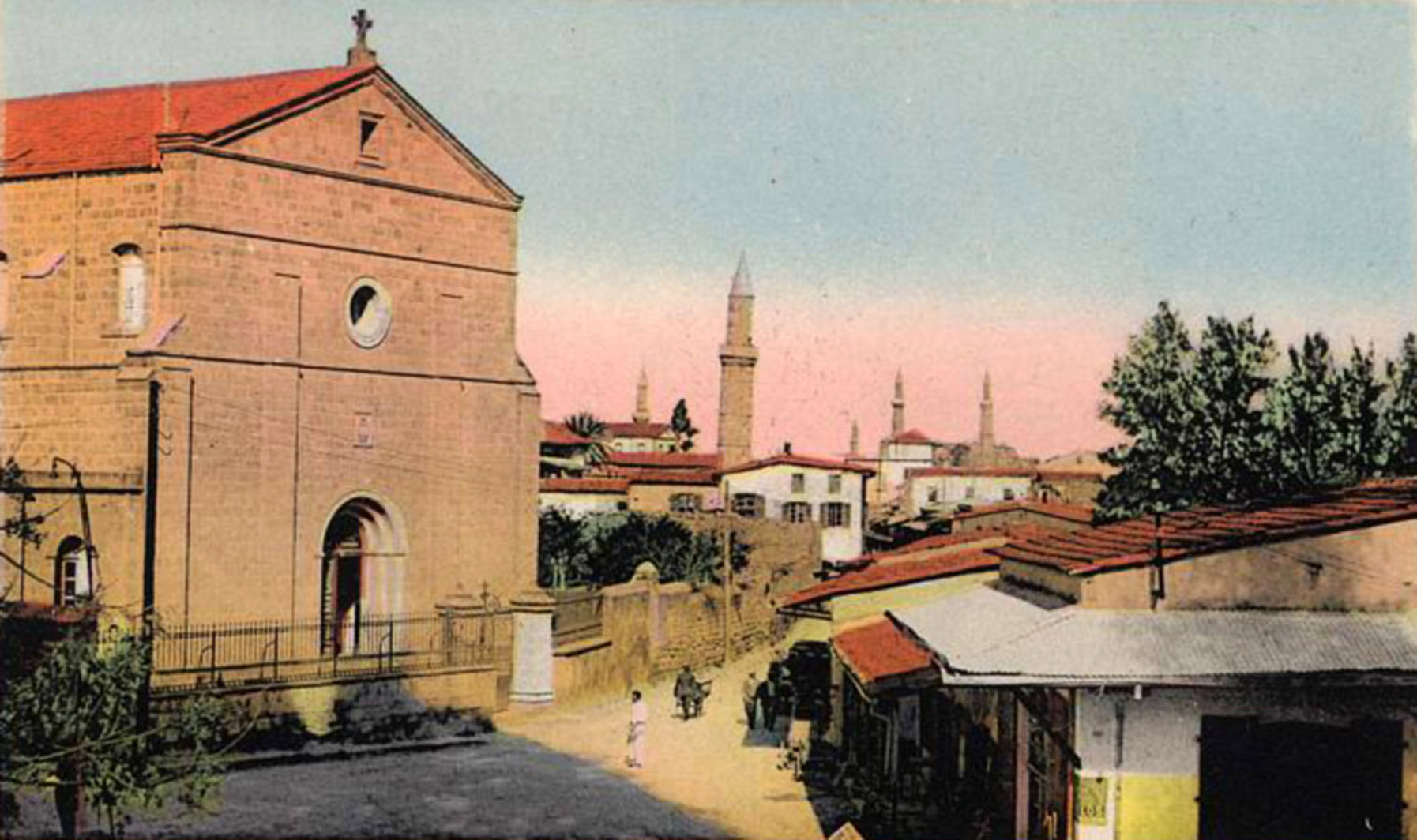
La cathédrale Sainte-Croix de Nicosie (début XXe siècle)

C'est à l'époque britannique que la communauté arméno-catholique s'est accrue en raison de l'arrivée d'un grand nombre de réfugiés du génocide arménien (1915-1923). En 1931, il y avait environ 200 arméniens-catholiques à Chypre, plutôt pauvres, et beaucoup d'entre eux étaient d'âge moyen. La plupart d'entre eux se sont attachés aux lieux de culte latins, notamment la cathédrale Sainte-Croix à Nicosie et le couvent Saint-Joseph à Larnaca ; entre 1921 et 1923, ce dernier abrita une petite école arménienne-catholique, dirigée par l'abbé Kouyoumdjian - qui servit au monastère entre 1921 et 1928. Il y avait aussi un autre ecclésiastique arménien-catholique, l'archimandrite Khorassandjian, qui a également servi à Larnaca (et, parfois, à la cathédrale Sainte-Croix et à l'école Terra Santa à Nicosie), entre 1931 et 1959.
En 1960, il y avait moins de 100 arméniens-catholiques. Cependant, leur nombre a diminué sans cesser les années suivantes, en raison de l'émigration vers d'autres pays et de l'assimilation avec la communauté chypriote arménienne, chypriote latino et/ou chypriote grecque. Cependant, en raison de l'afflux de Libano-Arméniens à Chypre depuis le milieu des années 1970, il y a eu une légère augmentation du nombre d'Arméniens-catholiques sur l'île. Actuellement, les Arméniens-catholiques locaux sont moins de 20, en plus d'environ 30 Arméniens étrangers.

## Lieux de culte
Il y a cinq églises arméniennes, deux dans la capitale Nicosie (une sous occupation turque depuis 1964) et une à Larnaca, Limassol et Famagouste ; cette dernière est occupée par les Turcs depuis 1964. De plus, il y a trois chapelles arméniennes dans les environs de Nicosie et une dans le complexe de Magaravank, étant également sous occupation turque depuis 1974. Il existe également une église évangélique arménienne à Nicosie (sous occupation turque depuis 1964). Enfin, il y a le célèbre Magaravank, sous occupation turque depuis 1974.

### Nicosie

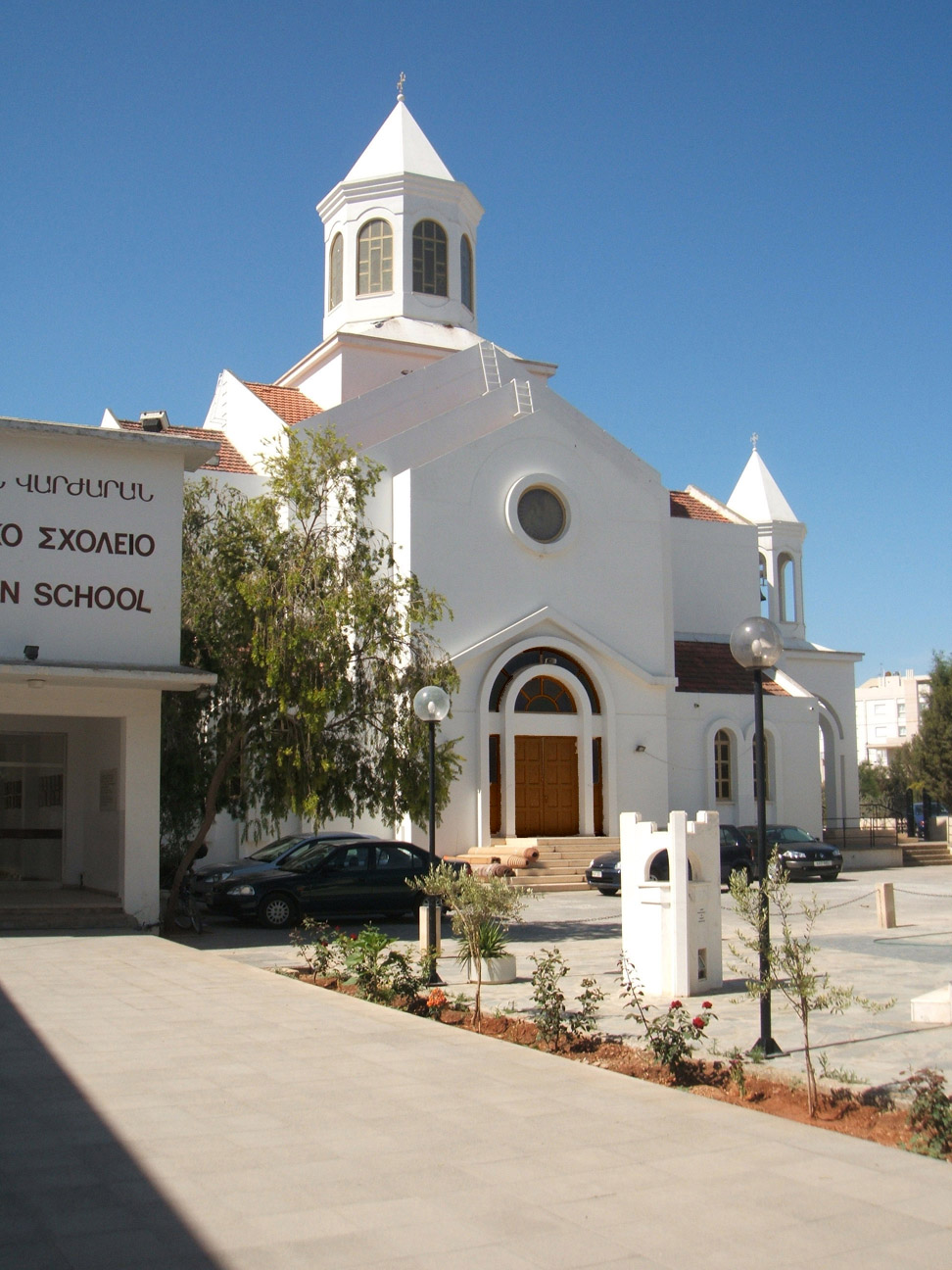
Cathédrale de la Sainte Mère de Dieu à Strovolos, Nicosie.

Le bâtiment de la prélature arménienne de Chypre et la cathédrale de la Vierge Marie sont situés dans la rue Armenia à Strovolos, Nicosie. Le bâtiment de la Prélature a été construit entre 1983 et 1984 par les architectes Athos Dikaios et Alkis Dikaios et a été inauguré le 4 mars 1984 par le catholicos Karekin II de Cilicie / Guaréguine Ier. Le consistoire de la prélature abrite une collection de reliques ecclésiastiques, dont certaines étaient auparavant conservées au Magaravank ou à l'ancienne église de la Vierge Marie ; les reliques sont conservées dans une vitrine, offerte en 1986 par les frères Garabed et Nshan Arakchindjian. Le sous-sol de la prélature est la salle « Vahram Utidjian », qui a été inaugurée le 3 février 1999 par le catholicos Aram I. La salle, autrefois un magasin, est devenue une réalité grâce à l'initiative de l'archevêque Hergelian, utilisant le produit de la vente aux enchères en 1994 de la collection d'art que Vahram Utidjian avait donnée à la prélature en 1954. C'est l'un des principaux lieux de rassemblement de la communauté arménienne de Chypre. Avec l'église de la Vierge Marie et l'école de Narek, le terrain a été accordé en fiducie à la communauté le 16 décembre 1966 par le gouvernement de Chypre ; le 10 décembre 1979, le Conseil de la voirie de Strovolos a décidé de renommer la route devant le terrain de « rue Cyclope » en « rue Arménie », en signe de solidarité envers le peuple arménien. Un titre de propriété franche sur le terrain a été délivré le 31 mars 1983.
La cathédrale de la Vierge Marie a été construite entre 1976 et 1981 par les architectes Iacovos et Andreas Philippou, avec l'aide financière du Conseil œcuménique des Églises, de l'Église protestante de Westphalie, de la république de Chypre, du saint archevêché de Chypre et des fidèles. Situé à côté de l'école primaire de Narek, sa première pierre a été posée le 25 septembre 1976 par l'archevêque orthodoxe Makarios III et l'évêque Nerses Pakhdigian. Le 16 avril 1978, le co-adjuteur catholicos Guaréguine Ier bénit les 16 colonnes de l'église, tandis que l'inauguration et la consécration de la cathédrale ont lieu le 22 novembre 1981 par le catholicos Khoren I et son co-adjuteur Guaréguine Ier. C'est la seule église de Chypre construite dans un style arménien traditionnel, avec un dôme octogonal central et un dôme plus petit pour la cloche. L'église a été rénovée extérieurement fin 2005 en mémoire de la famille Tutundjian, tuée dans l'accident d'Hélios, tandis que le beffroi a également été réparé cette année-là, en mémoire de l'archiprêtre der Vazken Sandrouni. Des liturgies ont lieu tous les dimanches. L'église célèbre le dimanche le plus proche du 21 novembre, jour de fête de la Présentation de Marie. Le curé (depuis 2000) est le P. Momik Habeshian.

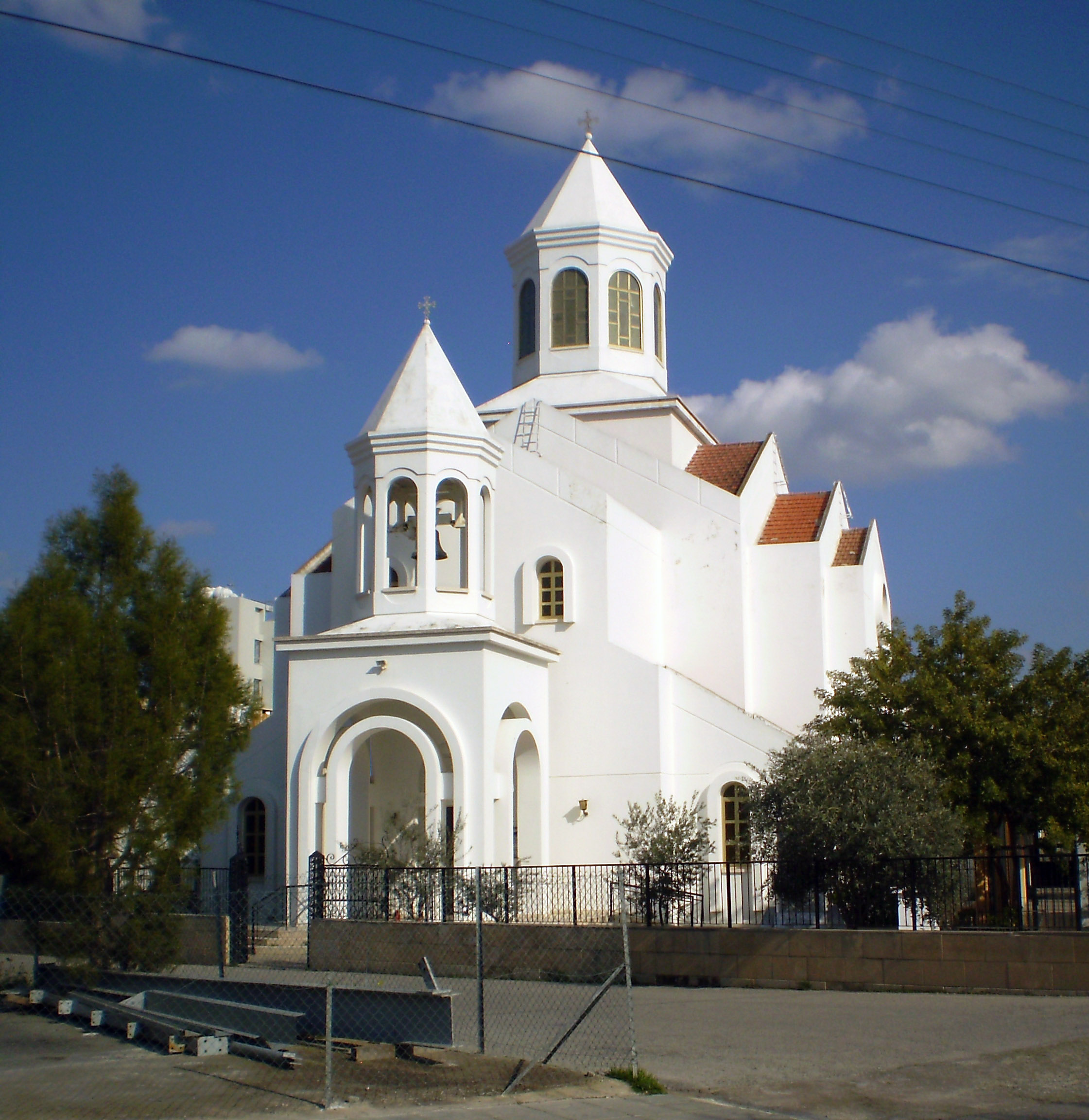
La façade de l'église de la Vierge Marie

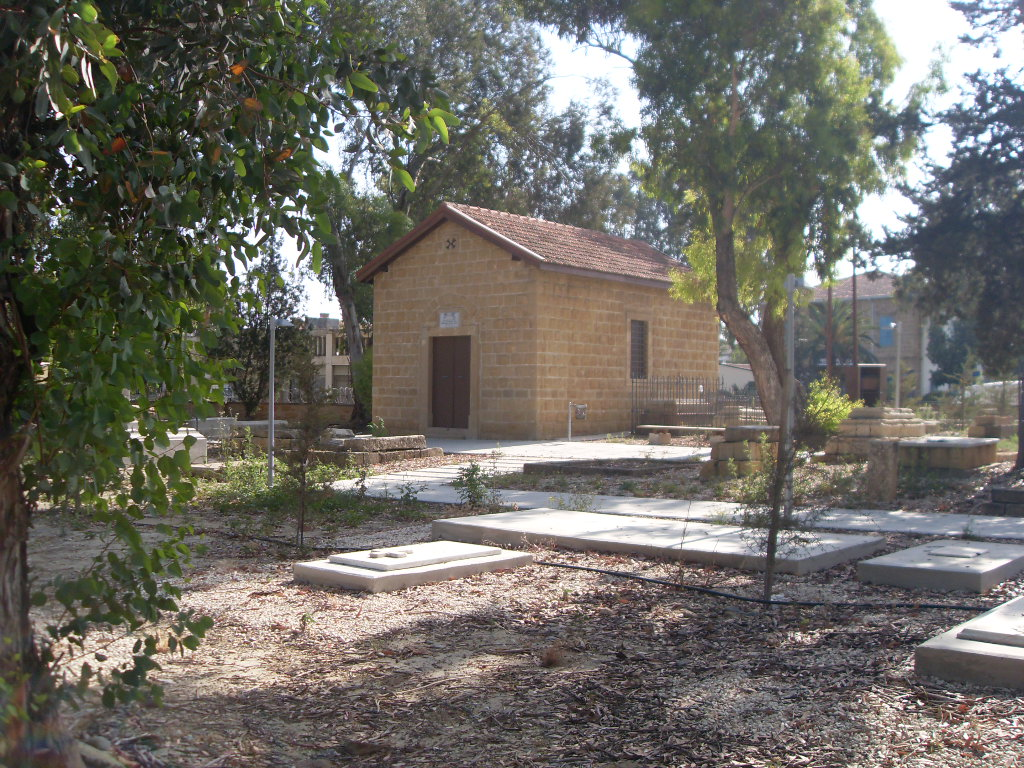
La chapelle Saint Paul à Nicosie

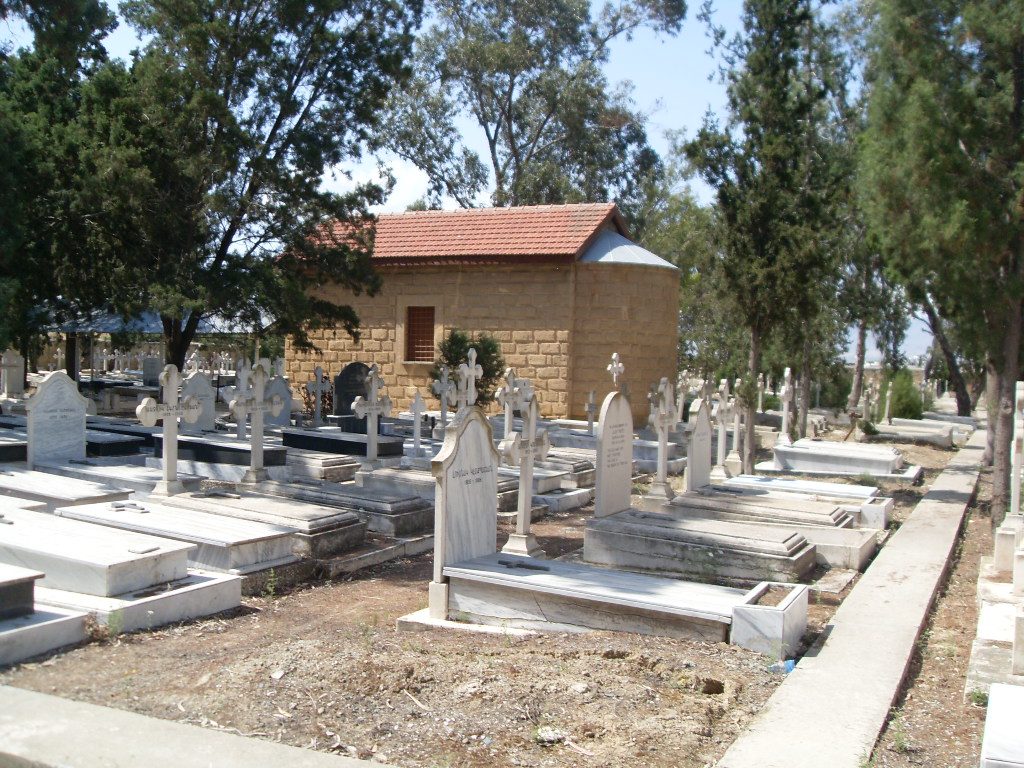
Chapelle de la Sainte Résurrection à Ayios Dhometios

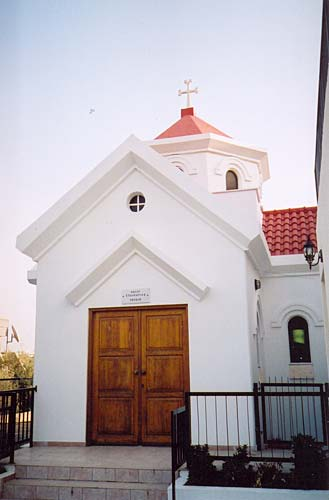
Chapelle du Sauveur de tous à Strovolos

L'église a été rénovée à l'intérieur en 2008. Beaucoup de ses icônes sont l'œuvre du peintre libano-arménien Zohrab Keshishian. Il est intéressant de noter que juste en dessous du saint autel, il y a un khachkar (croix de pierre) offert par le Saint-Siège d'Etchmiadzin. Au sommet de l'entrée de l'église se trouve une inscription en marbre en langue arménienne :
տառուցաւ սուրբ եկեղեցիս յանուն Սրբուհւոյ ւստուածածնին ի հայրապետոու Տ. ָրենայ ֱ. տաթողիկոսի եւ ұթոռակցի Նորին Տ. Տ. ֳարեգին Ҳ. տաթողիկոսի եւ յառաջնորդութեան Տ. Զարեհայ եպիկոպոկոպոի ազնաւորեան րտադիրրտադիր ջանիւք ամենայն զաւակայ թեմի հայոց կիպրոի, եւ առատապարգեւ ժանդակութեամբ ժանդակութեամբ միացեալ եկեղեցւոյն վեթֆալիոյ եւ ձեռնտուութեամբ բարեխնամ կառավարութեամբ կիպրոի ի թուին հայոց ռնլ. փրկչական 1981 թուին ( Ce saint temple qui porte le nom de la Sainte Mère de Dieu a été construit sous le règne du catholicos M. Khoren I et de son co-adjuteur le catholicos M. Guaréguine Sarkissian avec les efforts sincères de tous les enfants du diocèse arménien de Chypre, ainsi que par le soutien généreux de l'Église unie de Westphalie et l'aide du gouvernement attentif de Chypre en l'an 1430 des Arméniens et l'année de notre Seigneur 1981)
Sur les deux colonnes faisant face à l'entrée se trouvent les deux plaques commémoratives suivantes en arménien :
Նորոգեցաւ զանգակատունս ի յիշատակ Տ. Վազգէն ֱ. Քհնյ. Սանտրունիի 2005 (Ce clocher a été rénové en mémoire de l'archiprêtre Vazken Sandrouni en 2005)
Նորոգեցաւ եկեղեցիս ի յիշատակ Յակոբ, Հիլտա, Արա, Պարէթ Թիւթիւնճեանի 2005 (Cette église a été rénovée en mémoire de Hagop, Hilda, Ara et Baret Tutundjian en 2005)
Sur le côté de l'église, il y a une inscription en marbre en langue grecque indiquant :
Ο ιερός ούτος ναός της Παναγίας των Αρμενίων εθεμελιώθη υπό της Α. M. του προέΔρου της κυπριακής Δημοκρατίας αρχιεπισκόπου μακαρίου γ 'την 25ην σεπτεμβρίου 1976 ( La fondation de ce saint temple de la Mère de Dieu des Arméniens a été commencé par S.E le président de la république de Chypre, l'archevêque Makarios III le 25 Septembre 1976 )
Devant l'entrée de l'église se trouve un khachkar en marbre blanc dédié à l'amitié éternelle des Arméniens et des Grecs à Chypre ; il a été dévoilé le 21 octobre 2001 par le commissaire présidentiel Manolis Christophides. À côté de l'entrée de l'église se trouve le buste en bronze de l'archevêque Zareh Aznavorian ; il a été inauguré le 1er mai 2005 par le donateur arménien d'Italie Aleco Bezigian. Enfin, dans la cour de l'église se trouve le monument du génocide arménien en marbre blanc ; il a été inauguré le 24 avril 1991 par l'archimandrite Yeghishe Madjikian. En 2000, deux ossuaires en marbre blanc ont été construits devant, ainsi que cinq petites colonnes en grès de type khachkar. Cette église est le témoin de l'amitié franche qui existe entre la communauté arménienne de Chypre et la communauté chypriote grecque.

Dans l'ancien cimetière arménien, près de l'hôtel Ledra Palace (avenue Markos Drakos), se trouve la chapelle Saint Paul, construite en 1892 par donation de Boghos Odadjian. Inutilisés depuis les troubles intercommunaux de 1963-1964, la chapelle et le cimetière sont tombés en désuétude. Elle a été restaurée entre 2008 et 2009, avec le reste du cimetière, à l'initiative du représentant Vartkes Mahdessian et de l'ethnarchie arménienne de Chypre. Une liturgie a lieu une fois par an depuis 2010. Au sommet de l'entrée de la chapelle se trouve une inscription en écriture arménienne :
առուցաւ ս. տաճարս 'ի հիմանց յանուն Ս. ձռաքելոցն Պօղոսի արդեամբ բարեպաշտ Օտաճեան Պօղոսի Պօղոսի. Պօլսեցւոյ. Յամի Տ՟ռն 1892 (Ce saint temple a été construit depuis ses fondations par le nom du Saint Apôtre Paul grâce aux émoluments du pieux Constantinopolitain Boghos Odadjian en l'Année du Seigneur 1892)
Derrière elle, de l'intérieur de la chapelle, il y a une autre inscription en marbre en écriture arménienne :
Կառուցաւ մատուռ արդեամբ տաճեան պ պպոի, մանակցութեամբ արկեղ եկեղեցւոյ հայոց ազգի ազգի, յ 'առաջնորդութեամբ տ. սորենայ Վարդապէտի, Յ' ձմի Տեառն 1892. ի : (Cette chapelle a été construite sur commande de Boghos Odadjian, avec la participation du fonds de l'Église de la nation arménienne, pendant la prélature de l'archimandrite M. Khoren, en l'an du Seigneur 1892.)
Dans le cimetière arménien près d'Ayios Dhometios (avenue Gregoris Afxentiou) se trouve la chapelle de la Sainte Résurrection [Սուրբ Յարութիւն (Sourp Haroutiun)], construite en 1938 par donation de Haroutioun Bohdjalian et consacrée en 1949 par l'évêque Ghevont Chebeyan. Inutilisé depuis l'invasion turque de 1974, il a été rénové en 2010. Aucune liturgie n'a eu lieu depuis l'invasion turque. Au sommet de son entrée, il y a une inscription en marbre en écriture arménienne :
Ս. Յարութիւն : Շինեցաւ Ս. Յարութիւն մատուռս արդեամբ Տիար Յարութիւն Պօհճալեանի ի յիշատակ իւր եւ իւր ննջեցելոց 1938: (Cette chapelle de la Sainte Résurrection a été construite sur commande de M. Haroutioun Bohdjalian en mémoire de lui et de son défunt en 1938.)
Sur la partie inférieure du mur sud, il y a l'inscription suivante bien connue en arménien (qui reprend le canon de la Résurrection de l'Eglise orthodoxe) :
Մահուամբ զմահ կոխեաց եւ Յարութեամբն Իւրով մեզ զկեանս պարգեւեաց (Il a écrasé la mort par la mort et à travers Sa Résurrection, il nous a fait don de la vie)
Enfin, la chapelle du Saint-Sauveur a été construite entre 1995 et 1996 par les architectes Athos et Alkis Dikaios et grâce au don d'Aram et Bedros Kalaydjian. Située rue Corinthe à Strovolos, Nicosie, dans les locaux de la Maison de repos Kalaydjian pour personnes âgées, sa première pierre a été posée le 15 décembre 1995 par le catholicos de la Grande Maison de Cilicie, Aram Ier, qui l'a inaugurée le 16 février 1997  Des matines ont lieu régulièrement. Au sommet de son entrée, il y a une inscription en marbre en lecture arménienne :
Սուրբ Ամենափրկիչ մատուռ (Chapelle st. Sauveur de tous)

### Larnaka

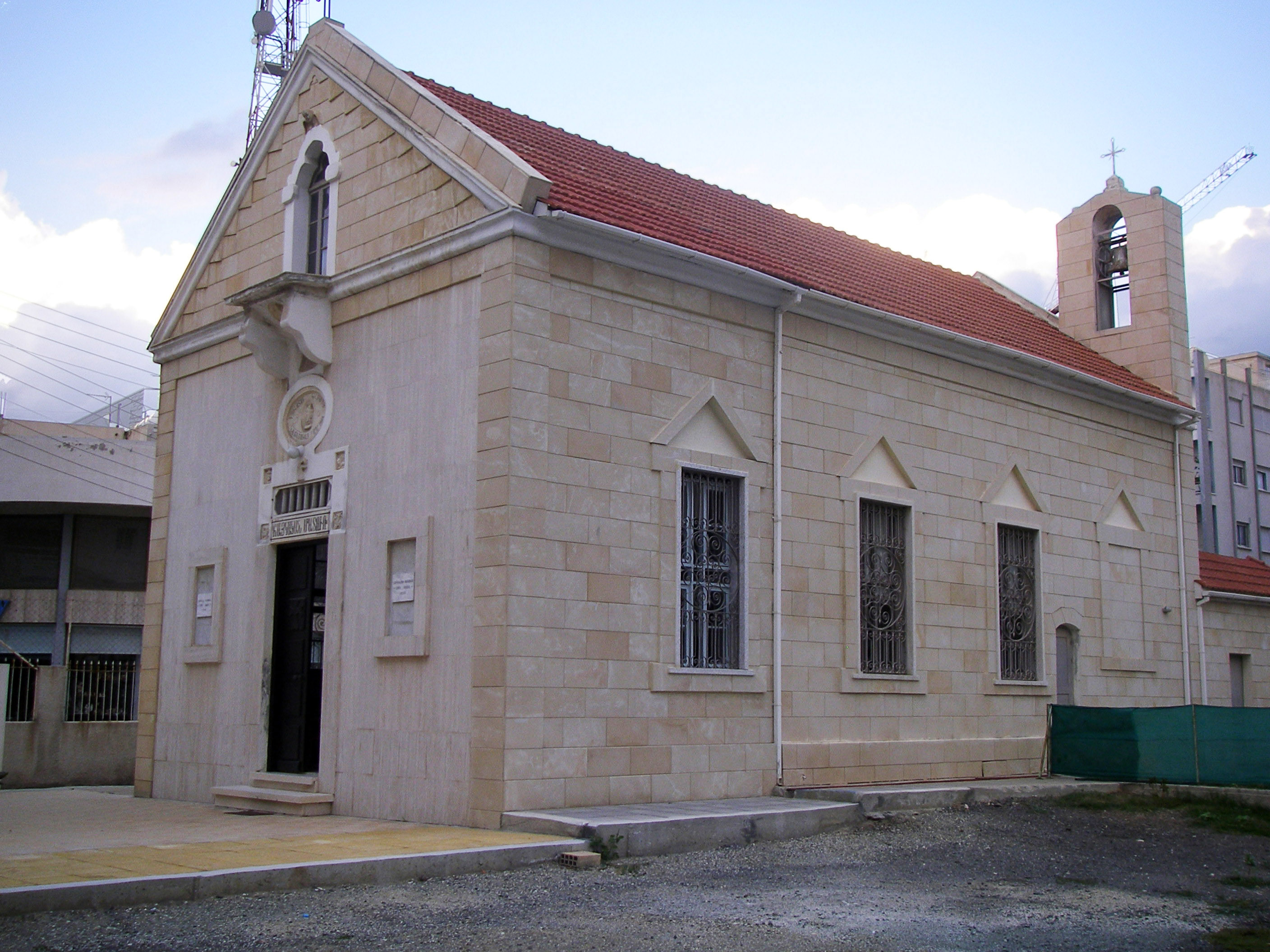
L'église Saint-Étienne de Larnaca

L'église Saint-Étienne [Սուրբ Ստեփանոս (Sourp Stepanos)], dans la rue de l'église arménienne dans le centre-ville, a été construite à l'origine comme une chapelle par les réfugiés arméniens venus à Larnaca après le massacre d'Adana en 1909. Elle fut construite comme une réplique de l'église principale d'Adana et a été dédié au saint patron d'Adana, Saint Stephanee. Cependant, comme la plupart des réfugiés sont revenus, la chapelle est restée inachevée. Après une levée de fonds qui débute le 24 octobre 1912, la petite chapelle devient une église dont la construction s'achève le 1er avril 1913.

Dédié à la mémoire des martyrs du massacre d'Adana, c'est le premier monument de toute la diaspora arménienne en mémoire des massacres arméniens dans l'Empire ottoman. Au sommet de la façade de l'église se trouve une composition commémorative représentant l'ethnarque arménien Haïk, le dernier roi du royaume arménien de Cilicie, Lévon V, un rouleau tenu par une main - représentant les dix commandements - et les quatre symboles des quatre évangélistes ; autour du roi Lévon V, il y a une inscription commémorative en arménien :
Յիշատակ տիլիկիոյ Նահատակաց – 1 dong. 1909 (En mémoire des martyrs ciliciens - le 1er avril 1909)
tandis que sous la composition et au-dessus de l'entrée on lit l'inscription suivante : 
Հայկական Մատուռ (chapelle arménienne)
L'église a été inaugurée le 20 mai 1914 par l'archimandrite Serovpe Samvelian et a été consacrée le 30 juin 1918 par l'archevêque Taniel Hagopian. Jusqu'au début des années 1940, il y avait un petit dôme octogonal au sommet de l'église. L'église a été rénovée entre 1956 et 1957 et à nouveau en 1998. Des liturgies ont lieu un dimanche sur deux, à tour de rôle avec l'église Saint-Georges de Limassol. L'église célèbre le 25 décembre, jour de la Saint-Étienne. A gauche et à droite de l'entrée, il y a deux inscriptions en arménien : à gauche, l'inscription se lit comme suit :
Կառուցաւ մատուռս Յամի Տեառն 1909 (Cette chapelle a été construite pendant l'année du Seigneur 1909)
et à droite, l'inscription se lit comme suit :
Նորոգեցաւ մատուռս Յամի Տեառն 1998 (Cette chapelle a été rénovée durant l'an de grâce du Seigneur - 1998)
De nombreuses icônes de l'église sont l'œuvre du peintre libano-arménien Hovsep Ashkarian.

### Limassol

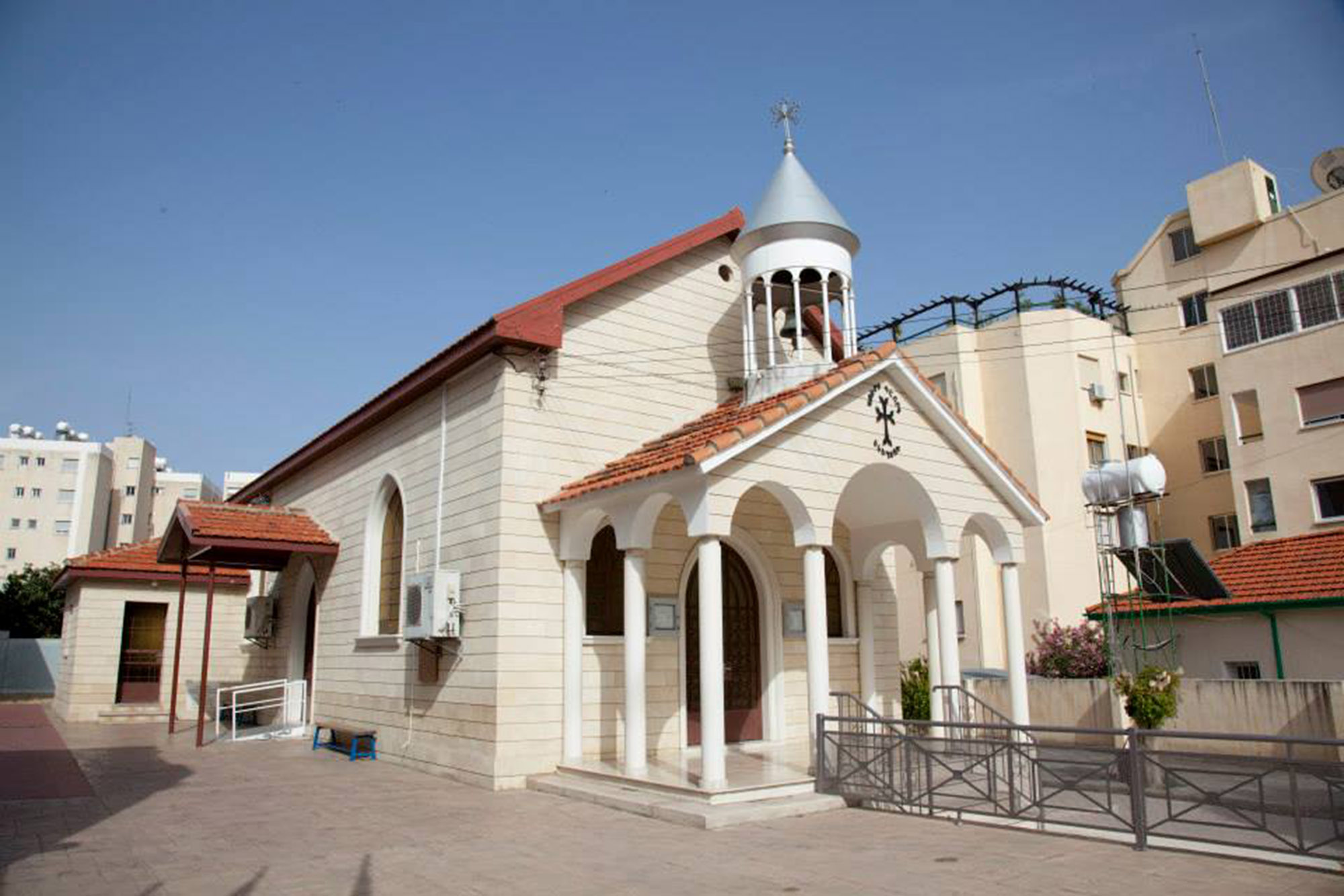
L'église de Sourp Kevork à Limassol

L'église Saint-Georges est construite rue Vassilis Michaelides près du centre-ville, sur un terrain donné vers 1935 par Satenig Soultanian, en mémoire de son beau-père, Kevork. Comme la petite communauté arménienne de Limassol n'avait pas les moyens de construire une église, une compagnie de théâtre fut formée sous Ardashes Bastadjian, donnant des représentations à Nicosie, Larnaca et Limassol. Avec une contribution de la prélature arménienne de Chypre et de Stepan Kavafian, l'église a été construite entre 1939 et 1940, tandis que sa consécration a eu lieu le 11 avril 1948 par l'évêque Ghevont Chebeyian. Des liturgies ont lieu un dimanche sur deux, à tour de rôle avec l'église Saint-Étienne de Larnaca. L'église est en fête le dernier dimanche de septembre, jour de la Saint-Georges. Le curé de la paroisse (depuis 1992) est le P. Mashdots Ashkarian. Lors de la rénovation de 1975-1976, le clocher a été placé au-dessus de l'entrée, tandis qu'une croix arménienne en fer a été ajoutée lors de la rénovation de 2006, avec l'inscription en langue arménienne :
Սուրբ ճէորգ եկեղեցի (Eglise Saint-Georges)
Sur la partie inférieure du mur où se trouvait autrefois le clocher, il y a une autre inscription en marbre en arménien. On y lit :
Նուիրեցաւ ելեկտրական կոչնակս արդեամբ եւ ծախիւք եղբարցն Կարապետ եւ Նշան Արագչինճեանոց Տիգրանակերտցի ի թուին Քս.ի 1989-ի (son équipement électrique a été offert par commission et dépenses des frères Garabed et Nshan Arakchindjian de Dikranagerd en l'an du Christ 1989)
Devant l'église se trouve un khachkar en tuf brun foncé, offert par la famille Arakelyan ; il a été inauguré par Varoujan Hergelian le 28 septembre 2008. À côté de l'église se trouve l'école arménienne de Limassol.

### Zones occupées par la Turquie

#### Nicosie
L'ancienne cathédrale de la Vierge Marie dans la rue Victoria, actuellement dans la partie occupée par les Turcs de la ville fortifiée de Nicosie près de la porte de Paphos, également connue sous le nom de Notre Dame de Tire ou Tortosa, était à l'origine une Abbaye construite entre 1308 et 1310, sur le site d'une église plus ancienne qui avait été construite à l'origine en 1116 et détruite par un tremblement de terre en 1303, où servaient des religieuses arméniennes-catholiques. Quelque temps avant 1504, elle passa entre les mains de la prélature arménienne de Chypre et était le centre de la communauté arménienne de Chypre jusqu'à ce qu'elle soit capturé, avec le reste du quartier arménien, par les Chypriotes turcs pendant les troubles de 1963-1964. et occupée par la Turquie lors de l'invasion turque de 1974. Après l'occupation osmanienne de Chypre en 1570, elle fut temporairement utilisée comme grenier à sel, jusqu'à ce qu'elle soit restituée à la communauté arménienne par un firman en mai 1571 ; la propriété arménienne de l'église a été confirmée par un autre firman en mai 1614. Pendant la période du génocide arménien, de nombreux réfugiés arméniens persécutés ont cherché refuge sur sa véranda. Elle était situé à côté de l'ancien bâtiment de la prélature, de l'école Melikian-Ouzounian, du monument du génocide arménien et de la villa de la famille Melikian.

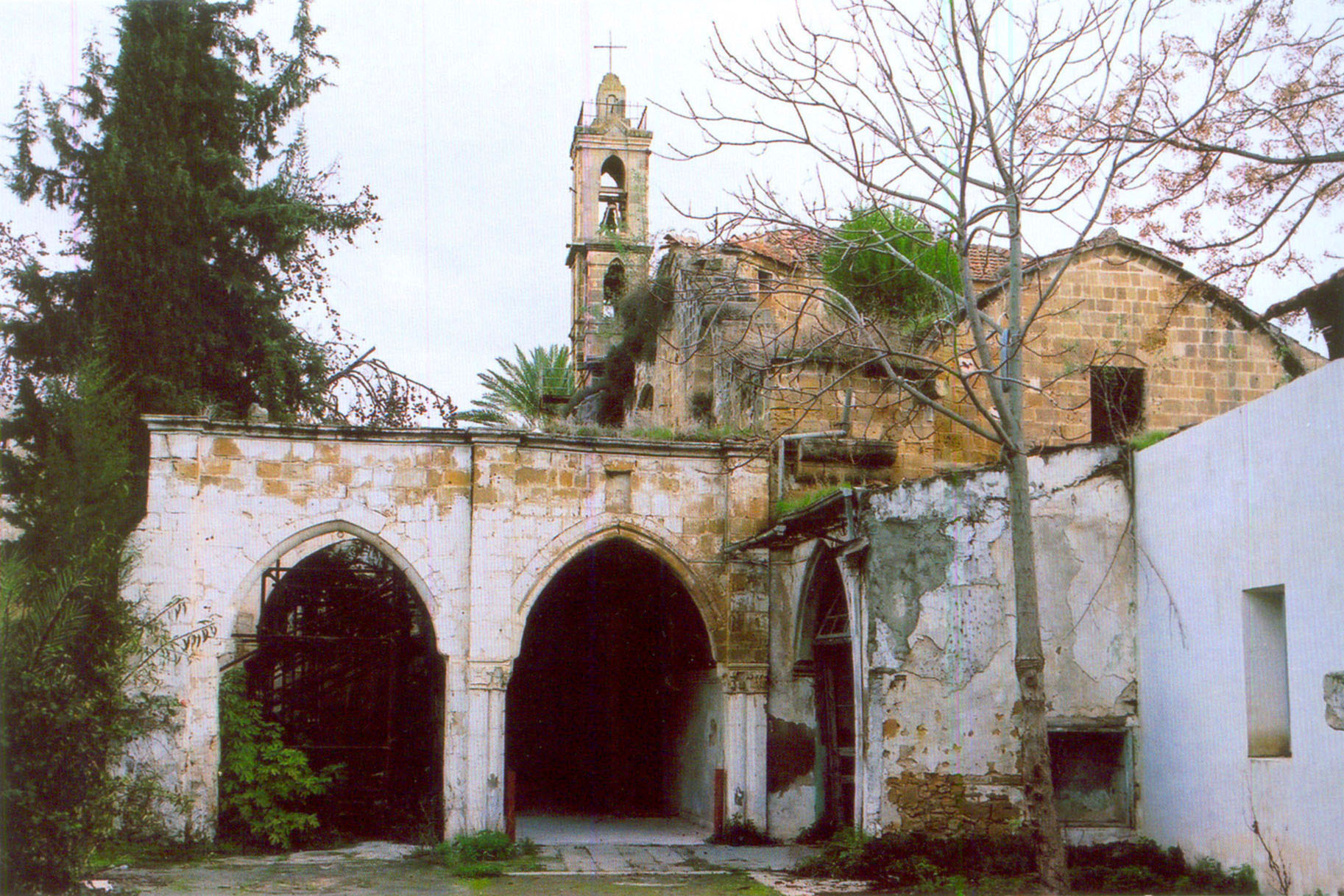
L'ancienne église de la Vierge Marie dans le vieux Nicosie avant sa restauration

Au cours des siècles, elle a servi la petite mais prospère communauté arménienne de Nicosie, l'église a subi diverses modifications : en 1688, elle a été rénovée, en 1788, le baptistère a été construit, en 1858, les arches de la véranda nord ont été construites, en 1860, le beffroi a été construit. - parmi les premières de Chypre ottomane, une donation de Hapetig Nevrouzian de Constantinople -, en 1884 elle fut restaurée, en 1904 le toit fut reconstruit et une rénovation eut lieu, en 1945 l'étage supérieur fut érigé pour le chœur, en 1950 le beffroi est restauré, tandis qu'en 1960-1961 le Service des Antiquités installe un nouveau sol - après avoir enlevé les pierres tombales médiévales qui étaient auparavant recouvertes par les tapis.
Après son occupation en janvier 1964, il a été utilisé comme caserne pour la milice chypriote turque, tandis qu'après son occupation par l'armée turque en juillet 1974, il a continué à être utilisé comme caserne pour les soldats turcs, jusqu'à ce qu'il subisse de nouveaux dommages par un tremblement de terre en 1998. . Le site a été abandonné et des colons anatoliens illégaux ont habité l'endroit jusqu'à la fin de 2006.
En 2005, le PNUD a réalisé une étude préliminaire pour la restauration potentielle de l'ensemble du complexe, tandis qu'en 2007, il a mené une étude de faisabilité. Lourdement profanée, sa restauration a finalement débuté en octobre 2009 à l'initiative de l'Ethnarchie arménienne de Chypre et du représentant arménien, Vartkes Mahdessian . Les travaux ont été réalisés par le PNUD-ACT, avec un financement partiel de l'USAID, et se sont achevés en novembre 2012.

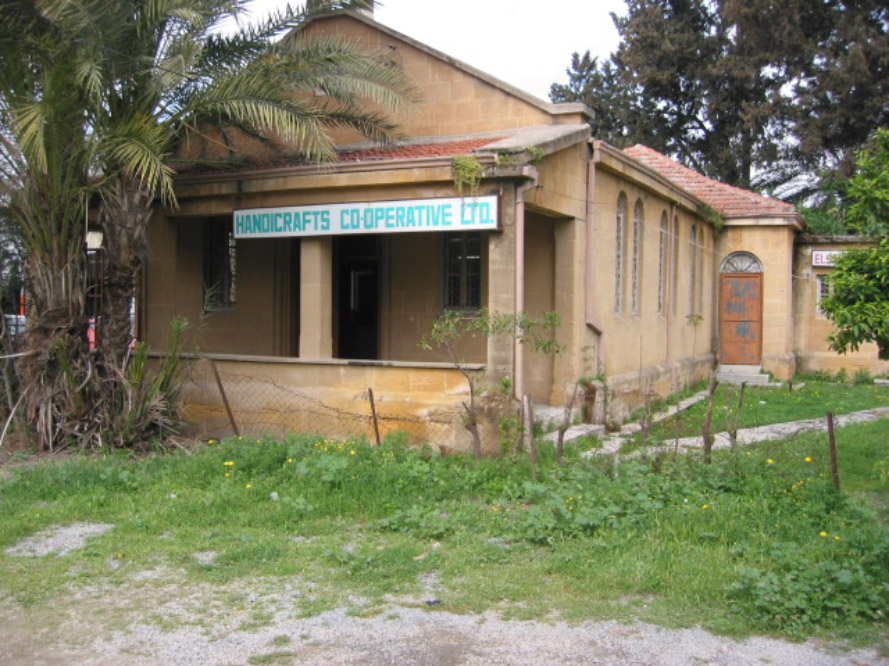
L'ancienne église évangélique arménienne dans le vieux Nicosie

Il y avait aussi une petite église évangélique arménienne, située dans la rue Mahmoud Pacha, dans la partie occupée par les Turcs de la ville fortifiée de Nicosie - derrière l'ancien bâtiment de l'Académie américaine, près de la mosquée arabe Ahmed . Avant son érection, les évangéliques arméniens faisaient leurs offices dans l'église presbytérienne réformée de la rue Apostolos Varnavas, en face de l'ancienne centrale électrique et derrière le bâtiment du Saint archevêché de Chypre. L'église a finalement été construite grâce à l'initiative du pasteur Yohanna Der Megerditchian, avec la contribution de l'Église presbytérienne réformée et des fidèles évangéliques arméniens ; son architecte était Dickran H. Davidian. Sur la partie inférieure du mur droit du côté de l'entrée se trouve l'inscription suivante en arménien :
ҷփեսացիս Ҳ:20 - 28 Յուլիս 1946 Նիկոսիա (Éphésiens 2 : 20– 28 juillet 1946 à Nicosie)
L'église a été rénovée en 1955, l'année où la barrière frontalière et le portail ont été érigés ; en 1959, une cuisine a été ajoutée. Lors des troubles intercommunautaires de 1963-1964, l'église est occupée par des Chypriotes turcs. Entre 1964 et 1974, l'église et les bâtiments environnants ont été utilisés comme école pendant un certain temps, puis comme quartier général militaire principal. Après cela, pendant longtemps, les bâtiments sont restés vides. Plus tard, l'église a été utilisée comme centre de musique folklorique turque (1987-1997) et comme coopérative d'artisanat (1997-2011) ; depuis 2011, elle est utilisée comme centre de musique. Comme pour l'ancienne église de la Vierge Marie, aucun service n'a eu lieu depuis 1964.

#### Famagouste
L'église de Ganchvor ou Vierge Marie l'appelante a probablement été construite en 1346 par des réfugiés arméniens qui ont échappé aux attaques mamelouks contre Ayas de Cilicie. Il est situé entre les rues Kışla et Server Somuncuoğlu, dans la partie nord-ouest de la ville fortifiée de Famagouste (à côté de l'église carmélite) et on pense qu'il faisait partie d'un important établissement monastique, culturel et théologique, dans lequel Saint Nerses de Lambron aurait étudié, et dont les fondations ont survécu jusqu'au milieu du XXe siècle. Un scriptorium fonctionnait dans ce monastère, dont les manuscrits survivent au monastère arménien Saint-Jacques à Jérusalem.
On ne sait pas exactement quand elle a cessé d'être utilisée, mais elle a peut-être déjà cessé de fonctionner depuis le milieu de l'ère vénitienne. Jusqu'en 1862 au moins, il y avait un petit clocher. Inutilisé pendant plus de trois siècles et demi, en raison des restrictions ottomanes, en 1907, il a été déclaré monument antique, sur la base de la loi de 1905 sur les antiquités coloniales. En 1932, il a été restauré, également par le Département des antiquités, qui l'a considérablement réparé entre 1937 et 1944, après avoir été loué à la prélature arménienne de Chypre le 7 mars 1936., pour une période de 99 ans - qui a été réalisée après l'intervention du coadjuteur catholicos de Cilicie, Papken Gulesserian, qui avait visité l'église en 1934, et de l'archevêque Bedros Saradjian.

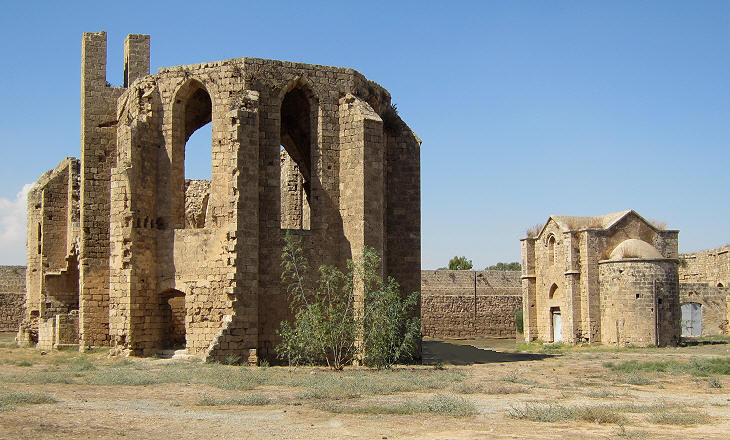
L'église carmélite et l'église de Ganchvor

La première liturgie et sa reconsécration ont eu lieu le 14 janvier 1945 par l'archimandrite Krikor Bahlavouni. Le 8 mars 1957, elle a été partiellement incendiée par les Chypriotes turcs, mais a continué à être utilisé comme église jusqu'en 1962; depuis lors, la communauté arménienne de Famagouste a utilisé l'église d'Ayia Paraskevi, que le saint archevêché de Chypre a accordée. En janvier 1964, elle fut prise par les Chypriotes turcs lors des troubles de 1963-1964 et occupée par la Turquie en août 1974 lors de l'invasion turque de 1974. Entre 1964 et 1974, il a été utilisé comme résidence, malgré les tentatives du contingent suédois (SWEDCON) de l'UNFICYP et d'autres de prendre d'autres dispositions pour la famille résidente. Au cours de la période 1974-2005, année où il a été déclassé d'une "zone militaire", il a été utilisé comme une écurie et un magasin. Jusqu'en 1974, il y avait de belles fresques sur les murs, aujourd'hui disparues. Il a été laissé à la merci de la nature et des vandales et a besoin de réparations. Aucune liturgie n'a eu lieu depuis 1964.
L'église arménienne orthodoxe de la Vierge Marie de Ganchvor ne doit pas être confondue avec l'église arménienne-catholique de Sainte Marie la Verte, dont l'emplacement est inconnu à ce jour.

#### Halevga

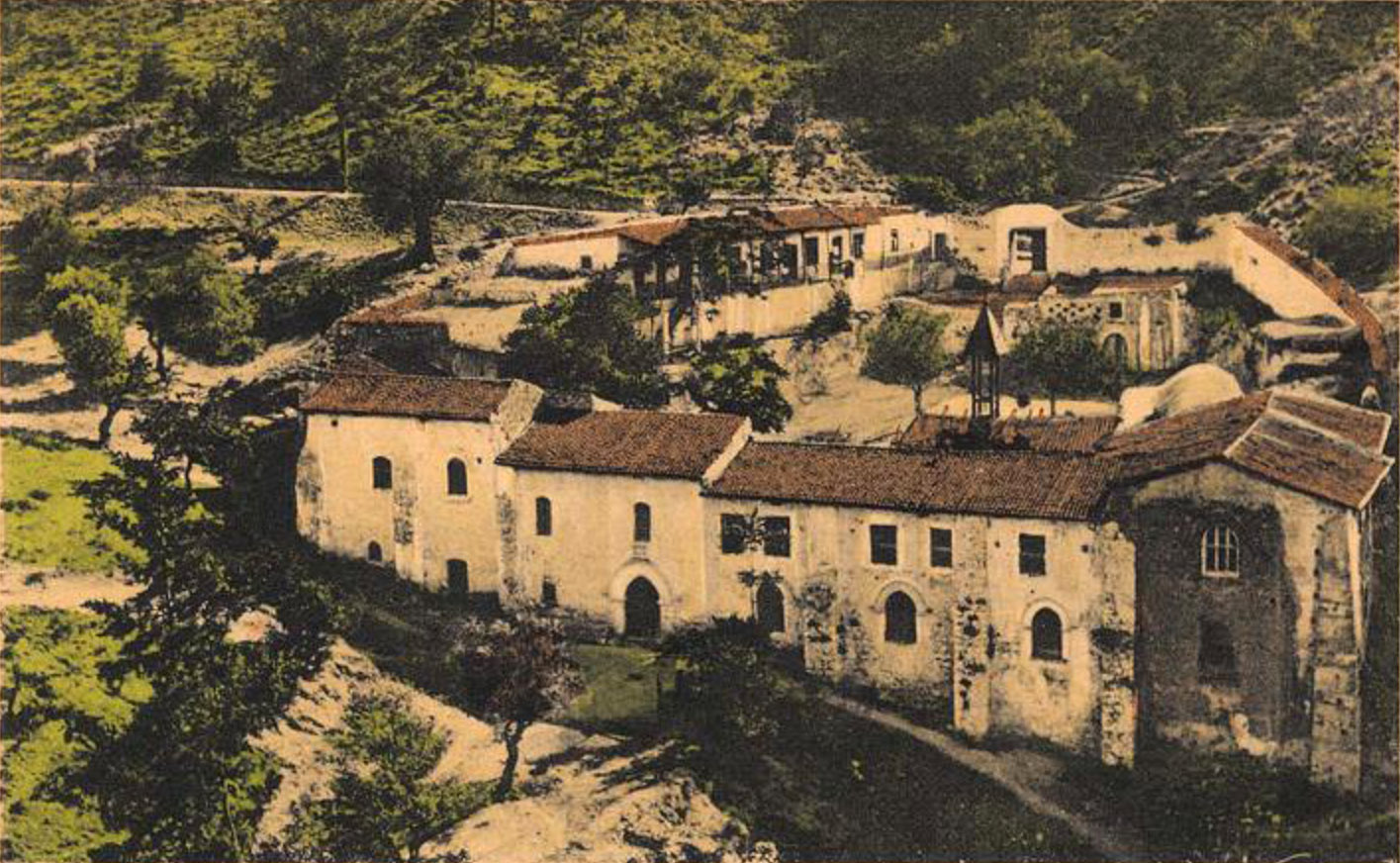
Vue panoramique du Magaravank (1926)

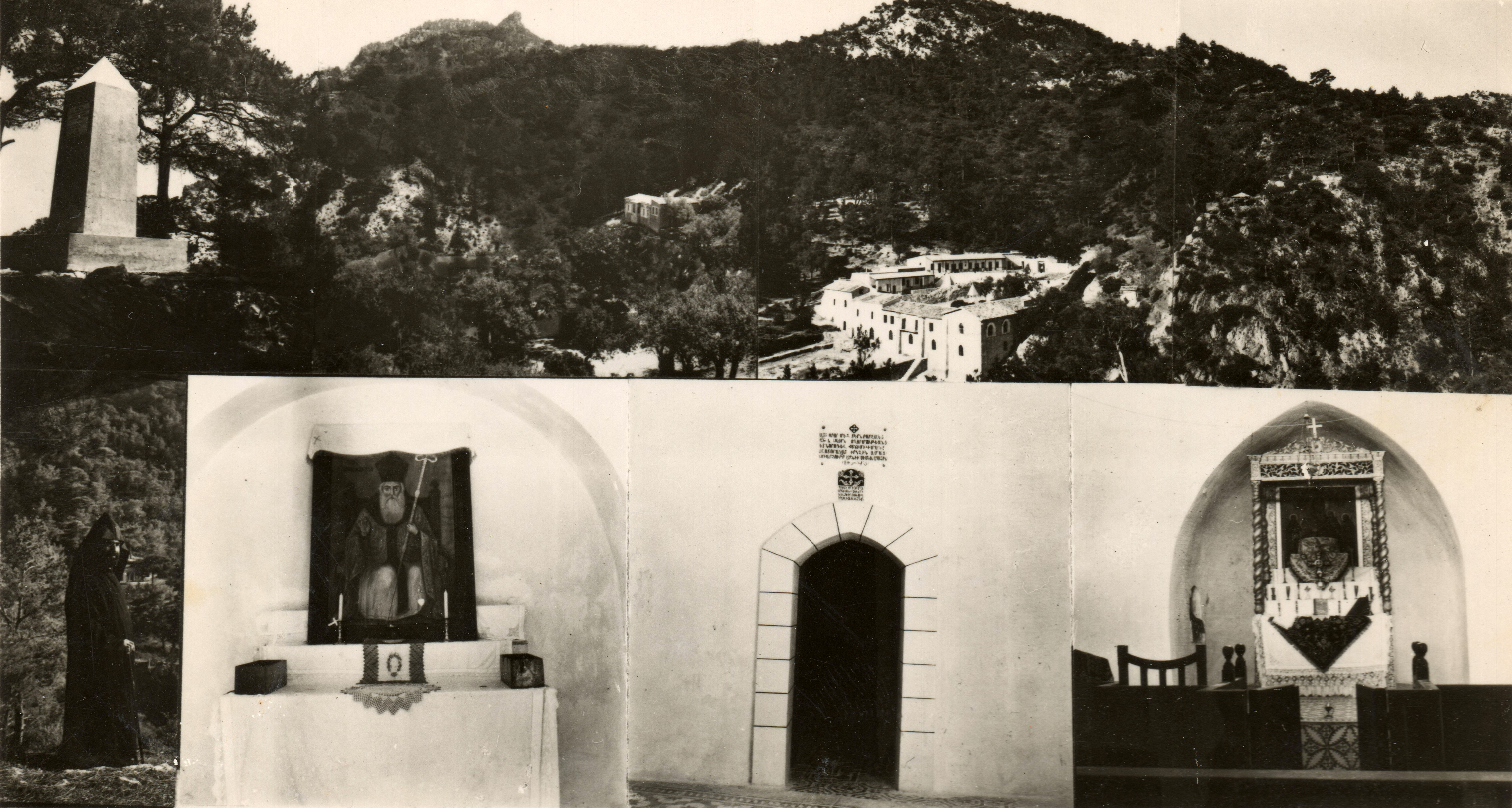
Plusieurs vues de l'intérieur et de l'extérieur de Magaravank (années 1940)

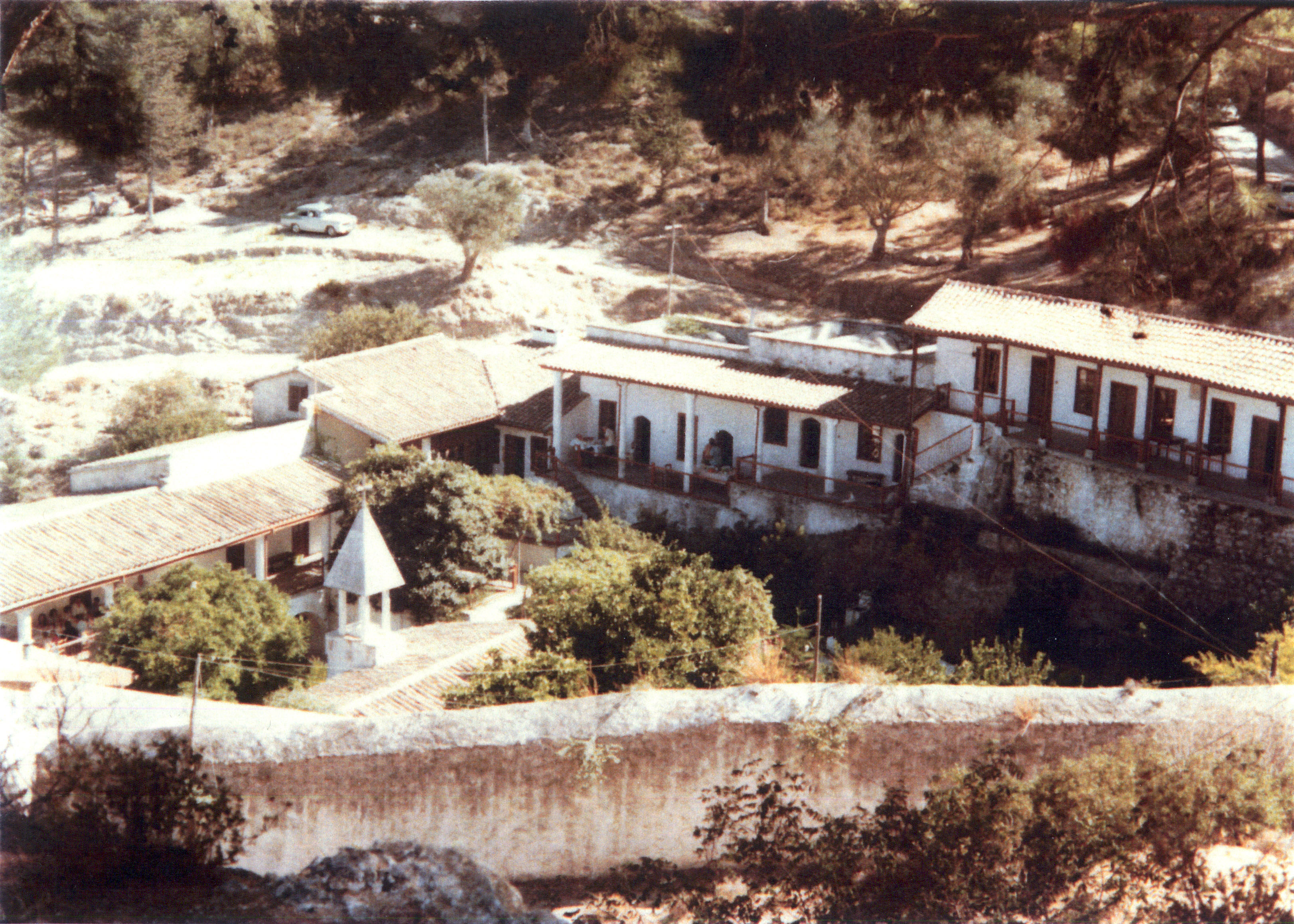
L'intérieur de Magaravank en 1970

D'une grande importance est le monastère de Saint Makarios et le monastère arménien occupé Halevga, sur la chaîne de montagnes Pentadhaktylos - à une hauteur de 530 m. Son vaste territoire (environ 8.500 donums), s'étendant jusqu'à la côte, comprenait environ 30.000 oliviers et caroubiers, dont l'exploitation était la principale source de revenus de la prélature arménienne de Chypre jusqu'en 1974. Le monastère a été créé à l'origine par les coptes vers l'an 1000 apr. J.-C. à un endroit où Saint Macaire aurait été un ascète; son icône était considérée comme miraculeuse et, jusqu'au début du XXe siècle, les habitants arméniens de la région - dont certains avaient trouvé refuge après les massacres hamidiens (1894-1896) - croyaient entendre le Saint galoper avec son cheval la nuit.
Le monastère passa aux mains des Arméniens peu avant 1425. À l'époque latine, ses moines étaient connus pour leur régime alimentaire strict, tandis qu'à l'époque ottomane, il était connu sous le nom de Monastère Bleu, à cause la couleur bleue ses portes et ses volets. Pendant des siècles, il fut un lieu de pèlerinage populaire pour les Arméniens et les non-Arméniens, une étape pour les pèlerins en route vers la Terre Sainte, ainsi qu'un lieu de récupération et de repos pour les catholiques arméniens et les ecclésiastiques de Cilicie et de Jérusalem (c'était le lieu de villégiature préféré du catholicos Sahak II, qui avait l'habitude de se promener à cheval autour de ses vastes terres). Parmi ses invités figuraient l'abbé Mekhitar de Sébaste, qui y séjourna quelque temps en 1695 en se rendant à Rome, ainsi que Hovsep Shishmanian, qui - inspiré par la silhouette visible des lointaines montagnes du Taurus, en 1875 - il écrivit le roman historique Toros Levoni, situé à l'époque du royaume arménien de Cilicie ; selon la tradition, en 1140 le prince Thoros II s'y réfugia pour échapper à ses persécuteurs.
Le monastère gagna les faveurs des Ottomans : un firman de 1642 exonéra les Arméniens du paiement des impôts pour le monastère, dont les mandats furent renouvelés en 1660 et 1701. La période 1650-1750 est considérée comme son "siècle d'or", car de vastes étendues de terres ont été achetées ou données au monastère. Une rénovation à grande échelle a eu lieu entre 1734 et 1735 par l'archimandrite Haroutiun, tandis qu'entre 1811 et 1818 Symeon Agha de Crimée a financé une restauration complète et a construit la chapelle actuelle du monastère. La chapelle initiale, au centre de l'enceinte monastique, a été détruite par les tremblements de terre et les conditions naturelles ; la chapelle actuelle, voisine de celle d'origine, est inaugurée le 3 janvier 1814. Des rénovations et des restaurations eurent lieu également en 1866, en 1926 (, en 1929, entre 1947-1949 et de nouveau en 1973. La route reliant le monastère à Halevga a été construite en 1926-1927, sur commande d'Agha Garabed Melkonian, tandis que la place, à l'est du monastère, a été construite en 1933 sur commande du catholicos Sahak II.
Pendant des siècles, le monastère a été un important centre spirituel. Jusqu'au début du XXe siècle, un grand nombre de manuscrits exquis et inestimables écrits au scriptorium du monastère entre 1202 et 1740, ainsi que de nombreux vases ecclésiastiques précieux, étaient conservés ici, avant d'être transférés à Nicosie pour être conservés en lieu sûr. depuis 1947, 56 manuscrits enluminés sont au catholicossat de Cilicie à Antelias. Il semble que les derniers moines aient vécu en permanence jusque vers 1800. Il y a deux monuments à proximité : une colonne de pierre commémorative sur la place du monastère, dévoilée le 8 septembre 1933 par le catholicos Sahag II, et un obélisque de mortier dédié à l'abbé Mekhitar, au sommet de la colline homonyme au nord-ouest de le monastère, inauguré le 2 août 1931 par le catholicos Sahak II et l'archevêque Bedros Saradjian.
Entre 1897 et 1904, l'orphelinat éducatif national de Vahan Kurkjian y tenait ses sessions d'été, tout comme - pendant toute l'année - une petite école arménienne pour les enfants de la région jusqu'en 1914. La zone était utilisée comme camping pour les scouts et étudiants arméniens de Chypre. En 1948, la fontaine des Archanges a été érigée, sur commande de Kapriel et Arshalouis Kasbarian, qui a été officiellement bénie par l'évêque Ghevont Chebeyan le 2 mai 1948. En 1949, Sarkis et Sourpig Marashlian ont financé le réseau de distribution d'eau, la turbine et le générateur électrique. La chapelle du monastère était un lieu de prédilection pour les baptêmes. Jusqu'en 1974, un grand nombre de familles arméno-chypriotes louaient des chambres dans le monastère pendant les week-ends et les jours fériés. Le premier week-end de mai, fête de Saint Macaire, de nombreux Chypriotes arméniens visitaient Magaravank et certains d'entre eux louaient des chambres et aidaient à la préparation de la harissa.
Malheureusement, le monastère a été capturé par les troupes turques en août 1974, qui l'ont ensuite utilisé pour héberger des colons illégaux d'Anatolie et, dans les années 1980, pour héberger des officiers militaires. Laissé à la merci des vandales et de la nature, il a été profané et est aujourd'hui délabré et dans un état pitoyable. Entre 1998-1999 et à nouveau en 2005, le régime d'occupation entendait en faire un hôtel ; après des réactions coordonnées, ce plan a été évité. En décembre 2006 et en juillet 2008, il a été visité respectivement par Hrant Dink et catholicos Aram I. À l'initiative du représentant Vartkes Mahdessian et de l'ethnarchie arménienne, le 6 mai 2007, le premier pèlerinage y a eu lieu après 33 ans; il a été répété les 10 mai 2009, 9 mai 2010, 8 mai 2011, 13 mai 2012 et 19 mai 2013, avec la participation d'un grand nombre de Chypriotes arméniens et d'autres Arméniens, dont certains venaient de l'étranger.

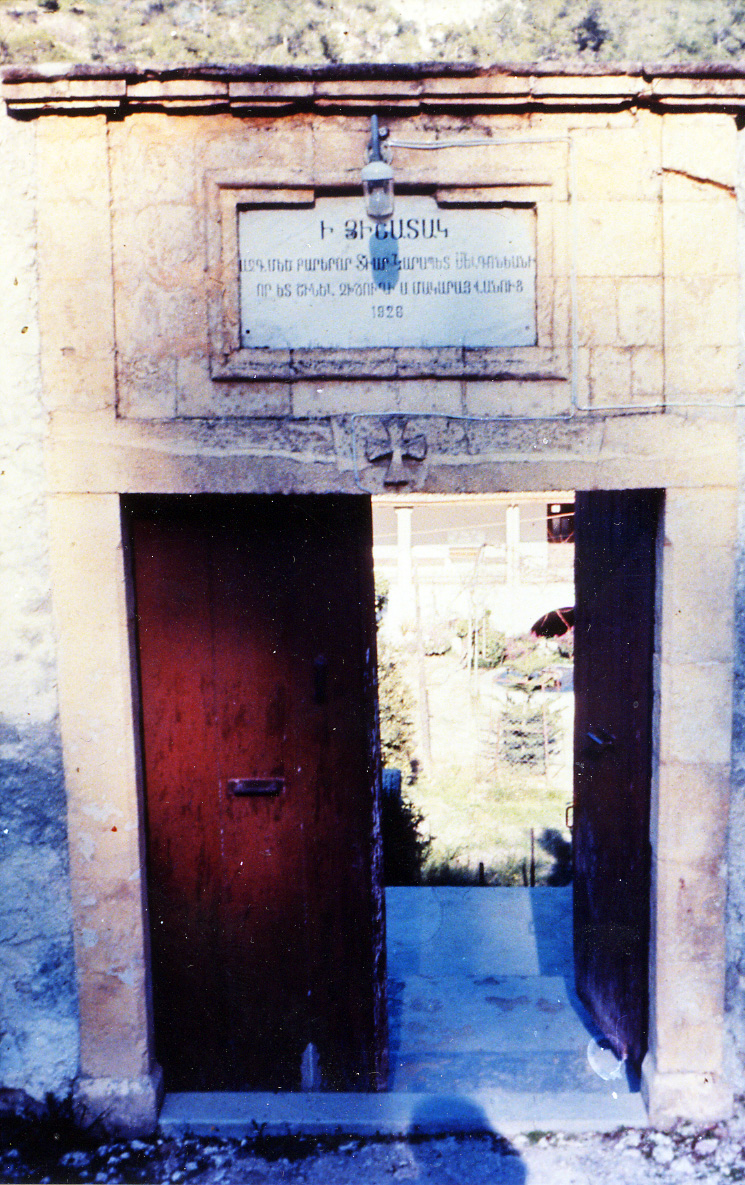
L'entrée de Magaravank

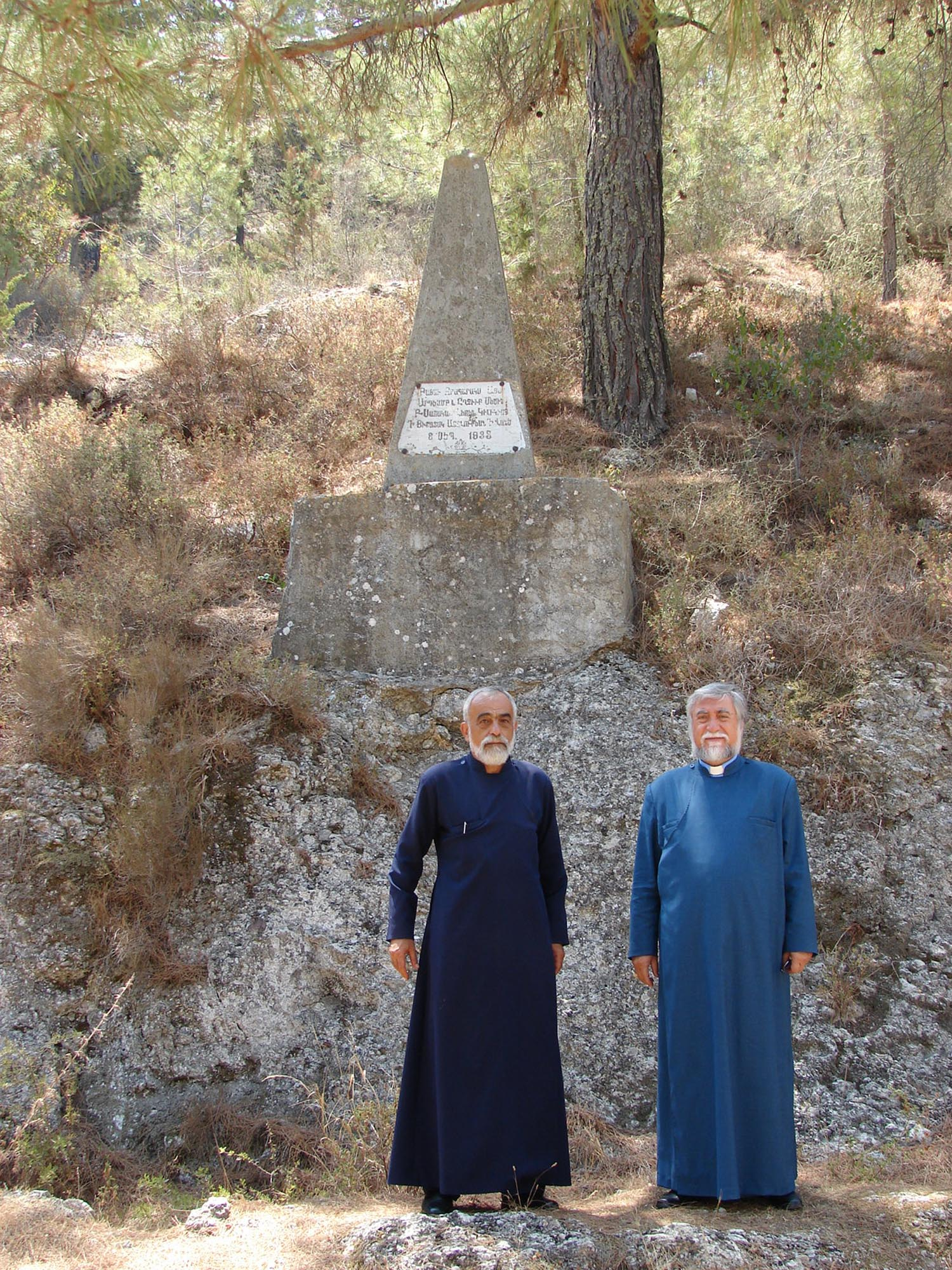
Le catholicos Aram I et l'archevêque Varoujan devant le monument de Sahag.

Au sommet de la porte d'entrée du monastère se trouvait l'inscription commémorative suivante en marbre en langue arménienne :
յիշատակ ազգ. մեծ բարերար Տիար ֿարապետ Մելգոնեանի որ ետ շինել զխճուղի Ս. Մակարայ Վանուց 1926 (À la mémoire du grand bienfaiteur national M. Garabed Melkonian qui a reconstruit la route du monastère de Sourp Magar en 1926)
Entre l'entrée et la chapelle, sur un mur à gauche, il y a l'inscription commémorative suivante en arménien, la seule survivante dans les locaux du monastère :
Շինեցաւ կազմածք ջրաբաշխութեան եւ լուսաւորութեան Ս. Մակարայ վանուց րտաբուխրտաբուխ նուիրատուութեամբ տէր եւ տիկին արգիարգի մարաշլեանի 1949 (Les équipements de distribution d'eau et de lumière du monastère de Saint Macaire ont été construits par le généreux don de Monsieur et Madame Sarkis Marashlian en 1949)
Devant la porte de fer de la chapelle, il y avait les inscriptions commémoratives suivantes en arménien sur marbre :
Շինեցաւ զանգակատուն եւ յատակ մատրան ՝ արդեամբ տիար տիար կար պալեանի 1926 (Le beffroi et le sol de la chapelle ont été construits par la commission de M. Garo Balian 1926)
Շինեցաւ դասս, գաւիթ մատրանս, արդեամբ Տիար Տիգրան Ուզունեանի 1926 (Les soleas [et] le narthex de cette chapelle ont été construits par M. Dickran Ouzounian en 1926)
Devant la porte de la chapelle se trouvait l'inscription commémorative suivante en arménien sur marbre :
Վերանորոգեցաւ մատուռս սրտաբուխ ծախիւք Տէր եւ Տիկին Յովհաննէս Շաքարեանի ի յիշատակ ննջեցելոց իւրեանց 1947 (Cette chapelle a été restaurée grâce aux généreuses dépenses de M. et Mme Hovhannes Shakarian en mémoire de leurs défunts en 1947)
Au-dessus de la porte de la chapelle se trouvaient les inscriptions commémoratives suivantes en marbre en arménien :
Վերտին նորոգեցի ուրբուրբ անապատ մեծի մակարայ ճգնաւորին ճգնաւորին ձեռամբ յարութիւն վարդապետի: ի թուին ռճձդ 1735 [Le saint ermitage de Macaire le Grand a été rénové à nouveau par les mains d'Archimandrite Haroutiun. En l'an 1184 (selon l'ancien système de datation arménien) 1735 (selon le système de datation global)]
Այց արար մէզ տէրն բարձանց, ատուած եւ հայրն ողորմութեանց, ետ նորոգել վանք վանք ի հիմանց, յըտորակաց փրկչին ամաց: հոգաբարձութբ. ազնիւ Սիմէօն ֱղային 1814 Յունվ. 3: (Le Seigneur des Cieux nous a rendu visite, le Dieu et Père de la Miséricorde, ce Monastère a été rénové à nouveau depuis ses fondations, par Son subordonné dans les années du Sauveur. Sous la direction du noble Symeon Agha, 3 janvier 1814. )
Devant le dépôt, il y avait les inscriptions commémoratives suivantes en marbre en arménien :
Տիար Աշոտ Ասլանեան մասնակցեցաւ աւանդատան նորոգման 1926 (M. Ashod Aslanian a participé à la rénovation du dépôt en 1926)
Sous le baptistère se trouvait autrefois l'inscription commémorative suivante en arménien sur marbre :
Շինեցւ աւազանս մկրտութեան արդեամբ եւ ծախիւք Գառնիկ Մկրտիչ Գույոումճեանի ի յիշատակ ննջեցելոց իւրոյ 1968 (Ce baptistère a été construit sur commande et aux frais de Karnig Mgrditch Kouyoumdjian en mémoire de son défunt 1968)
Devant le dortoir se trouvait autrefois l'inscription commémorative suivante en arménien sur marbre :

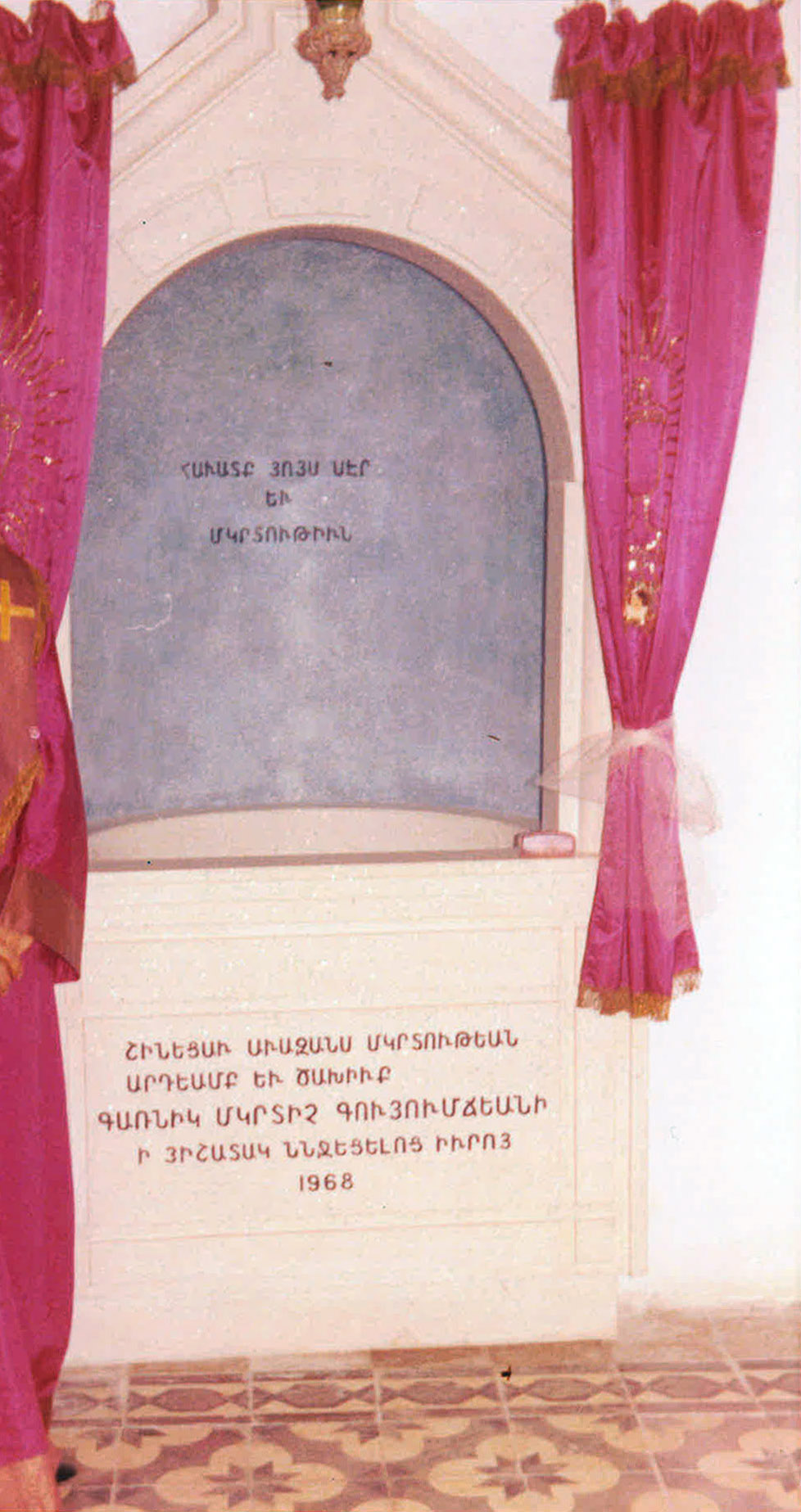
Baptistère de Magaravank

Նորոգեցաւ դարպասս արդեամբ Տէր եւ Տիկին Պօղոս եւ Աննա Մակարեանի 1929 (Ce dortoir a été rénové grâce aux émoluments de M. et Mme Boghos et Anna Magarian en 1929)
Շինեցաւ գաւիթ սբյ. տաճարիս արդեամբք բարեսէր րմցի մհտսի. Սիմէօն ֱղային ի յշտկ. հոգւոյ կենակցւոյն իւրոյ ի Տր. հանգուցեալ ձննայ հոգեսէր ւնին դստեր Սարգիս ֱղային. ոնթերցողքըդ տուք զողորմիս. ձմէն յամի Տռն. 1818 (Le narthex de ce temple sacré a été construit par commission du bienveillant mahdessi (une personne partie en pèlerinage à Jérusalem) Agha Symeon de Crimée en mémoire de l'âme de sa compagne décédée qui repose à côté du Seigneur, la pieuse Anna Khatoun, fille de Aga Sarkis. Vous les lecteurs, donnez-moi votre miséricorde. Amen en l'an du Seigneur 1818)
Devant les deux salles créées par les Moughal se trouvait autrefois l'inscription commémorative suivante en arménien sur marbre :
Երկոքին ենեակենեակ շինեցան արդեամբք ժառանգորդաց արթին աղա մուղալեանի մուղալեանի 1907 (ces deux salles ont été construites par la commission des héritiers d'Artin Agha Moughalian en 1907)
Devant les autres salles se trouvait l'inscription commémorative suivante en arménien sur marbre :
ձրար ըզսոյն իւր յիշատակ Ս. Մակարայ վանից ենեակենեակ արգոյ հաճի իմէիմէն աղային ընդ ամունոյն խաթուն աննայն աննայն 1814 յունվ. 3 (Ces pièces du monastère Saint Macaire ont été construites par Hadji Symeon Agha pour la précieuse mémoire de sa femme Khatoun Anna le 3 janvier 1814)
Sur les salles des moulins il y a l'inscription commémorative en marbre suivante en langue arménienne :
Շինեցաւ ի յիշատակ նուիրատուացն աղօրեաց Տ. Տ. Յովսէփայ եւ Մարտիրոսի Վարդապետացն, 1922 (Construit à la mémoire des donateurs des moulins Archimandrites Hovsep et Mardiros en 1922)
Enfin, sur la fontaine des Saints Archanges, il y avait autrefois l'inscription commémorative en marbre suivante en arménien, aujourd'hui partiellement dégradée par l'occupation turque :
Գտաւ ակնաղբիւրս այս Սրբոց Հրեշտակապետաց սրտաբուխ նուիրատուութեամբ Տէր եւ Տիկին Գասպարեանի 1948 (Cette fontaine des Saints Archanges a été retrouvée grâce à la généreuse donation de M. et Mme Kasparian en 1948)